# Stadtbahn van Stuttgart
De Stadtbahn van Stuttgart van de Stuttgarter Straßenbahn AG (SSB) is sinds 1985 onderdeel van het snelverkeer per spoor in Stuttgart. Het normaalsporige Stadtbahnnetwerk ontstond door de uitbreiding van het metersporige tramnetwerk, dat al vanaf 1966 deels ondergronds reed.
Het bestaat uit 16 reguliere en 2 evenementenlijnen die 14 tunnelstations, 10 deels overdekte en 179 open haltes bedienen. Het netwerk heeft een lengte van 236 kilometer lijnlengte over 131 kilometer spoorlengte. Enkele Stadtbahnlijnen komen ook buiten het stadsgebied van Stuttgart, namelijk in de buursteden Fellbach (Rems-Murr-Kreis), Gerlingen, Remseck am Neckar (beide Landkreis Ludwigsburg), Leinfelden-Echterdingen en Ostfildern (beide Landkreis Esslingen).

## Lijnen

### Lijnenoverzicht
Het lijnennetwerk van de Stadtbahn bestaat uit Tallängslinien (dallijnen) (U1, U14), Talquerlinien (daldoorkruisingslijnen) (U5, U6, U7, U12, U15), Diagionallinien (diagonale lijnen) (U2, U4, U9, U19), Tangentiallinien (tangentlijnen) (U3, U8, U13) en twee Sonderlinien (evenementenlijnen) (U11, U17). De lijnnummers 10 en 20 zijn gereserveerd voor de tandradbaan (Seilbahn) en de kabelspoorbaan (Zacke), om verwisseling te voorkomen. Door de ombouw van de halte Staatsgalerie komen ook (2017 - 2019) de extra lijnen U29 en U34 voor.
De haltes tussen haakjes worden alleen in de spits bediend.
| Lijn | Route | Haltes (daarvan in tunnel) | Lijnlengte (daarvan in tunnel)      | Reistijd        |
| ---- | --- | -------------------------- | ----------------------------------- | --------------- |
| U1   | Fellbach Lutherkirche - Bad Cannstatt Wilhelmsplatz - Stöckach - Charlottenplatz - Marienplatz - Südheimer Platz - Heslach Vogelrain - Vaihingen Bf | 31 (6)                     | 17,3 km (3,6 km)                    | 41 min          |
| U2   | Neugereut - Bad Cannstatt Wilhelmsplatz - Stöckach - Charlottenplatz - Berliner Platz - Vogelsang - Botnang                                         | 28 (5)                     | 14,2 km (4,6 km)                    | 36 min          |
| U3   | Plieningen - Möhringen Bf - Vaihingen Bf | 11 (0)                     | 8,0 km (0,0 km)                     | 13 min          |
| U4   | Untertürkheim Bf - Wasenstraße - Stöckach - Charlottenplatz - Berliner Platz - Hölderlinplatz                                                       | 22 (5)                     | 9,5 km (2,9 km)                     | 25 min          |
| U5   | Leinfelden Bf - Möhringen Bf - Degerloch - Charlottenplatz - Hauptbahnhof - Killesberg                                                              | 22 (6)                     | 15,4 km (5,8 km)                    | 29 min          |
| U6   | Fasanenhof Schelmenwasen - Möhringen Bf - Degerloch - Charlottenplatz - Hauptbahnhof - Pragsattel - Feuerbach Pfosenwäldle - Giebel - Gerlingen     | 40 (8)                     | 26,2 km (9,6 km)                    | 52 min          |
| U7   | Nellingen Ostfildern - Heumaden - Ruhbank - Waldau - Charlottenplatz - Hauptbahnhof - Pragsattel - Mönchfeld                                        | 26 (4)                     | 18,4 km (4,5 km)                    | 33 min          |
| U8   | Nellingen Ostfildern - Heumaden - Ruhbank - Degerloch - Möhringen Bf - Vaihingen Bf                                                                 | 26 (4)                     | 18,4 km (4,5 km)                    | 33 min          |
| U9   | Hedelfingen - Wasenstraße - Stöckach - Charlottenplatz - Marienplatz - Südheimer Platz - Heslach Vogelrain                                          | 23 (6)                     | 12,3 km (3,6 km)                    | 30 min          |
| U12  | Neckargröningen Remseck - Mühlhausen - Löwentor - Hauptbahnhof - Charlottenplatz - Degerloch - Möhringen Bf - Dürrlewang                            | 36 (5)                     | 25,2 km (6,2 km)                    | 50 min          |
| U13  | Hedelfingen - Wasenstraße - Untertürkheim Bf - Bad Cannstatt Wilhelmsplatz - Löwentor - Pragsattel - Feuerbach Pfostenwäldle (- Giebel)             | 23/30 (2/3)                | 13,5 km / 17,5 km (2,3 km / 3,3 km) | 32 min / 41 min |
| U14  | Mühlhausen - Stöckach - Charlottenplatz - Berliner Platz - Hauptbahnhof                                                                             | 25 (7)                     | 13,1 km (4,0 km)                    | 32 min          |
| U15  | (Heumaden -) Ruhbank - Charlottenplatz - Hauptbahnhof - Pragsattel - Stammheim                                                                      | 27/32 (5/6)                | 14,6 km / 18,0 km (3,7 km / 4,7 km) | 37 min / 45 min |
| U19  | Neugereut - Bad Cannstatt Wilhelmsplatz - NeckarPark                                                                                                | 9 (0)                      | 6,0 km (1,0 km)                     | 20 min          |
| U29  | Hauptbahnhof - Berliner Platz - Vogelsang (- Botnang)                                                                                               | 7/13 (2/2)                 | 3,1 km / 5,7 km (0,9 km / 1,6 km)   | 7 min / 14 min  |
| U34  | Südheimer Platz - Marienplatz - Berliner Platz - Vogelsang                                                                                          | 11 (3)                     | 5,9 km (2,2 km)                     | 15 min          |

### Evenementenlijnen
| Lijn | Route                                                                         | Haltes (daarvan in tunnel) | Lijnlengte (daarvan in tunnel) | Reistijd |
| ---- | ----------------------------------------------------------------------------- | -------------------------- | ------------------------------ | -------- |
| U11  | Hauptbahnhof - Berliner Platz - Charlottenplatz - Stöckach - NeckarPark       | 13 (6)                     | 7,6 km (3,6 km)                | 17 min   |
| U17  | Degerlich Albstraße - Degerloch - Charlottenplatz - Hauptbahnhof - Killesberg | 12 (6)                     | 8,7 km (5,3 km)                | 17 min   |

### Geplande lijn
| Lijn | Route | Haltes (daarvan in tunnel) | Lijnlengte (daarvan in tunnel) | Reistijd | Ingebruikname |
| ---- | --- | -------------------------- | ------------------------------ | -------- | ------------- |
| U16  | Giebel - Feuerbach Pfostenwäldle - Pragsattel - Löwentor - Bad Cannstatt Wilhelmsplatz - Fellbach Lutherkirche | 28 (3)                     | 15,8 km (3,2 km)               | 40 min   | 2019          |

## Exploitatie

### Frequentie
Op alle lijnen behalve U5 en U8 rijden kort na 4:00 uur tot circa 1:00 uur. Alle lijnen worden overdag minstens in een 10-minutenfrequentie bediend, behalve het traject van lijn U5 naar Leinfelden en Killesberg en op lijn U8. Op die trajecten bestaat een frequentie van twintig minuten.
| Frequentie | maandag - vrijdag | zaterdag          | zon- en feestdagen |
| ---------- | ----------------- | ----------------- | ------------------ |
| geen       | 1:00 - 4:00 uur   | 1:00 - 5:00 uur   | 1:00 - 5:00 uur    |
| 30'        | -                 | 5:00 - 7:00 uur   | 5:00 - 7:00 uur    |
| 15'        | 4:00 - 6:00 uur   | 7:00 - 10:00 uur  | 7:00 - 11:00 uur   |
| 10'        | 6:00 - 20:30 uur  | 10:00 - 20:30 uur | 11:00 - 18:00 uur  |
| 15'        | 20:30 - 1:00 uur  | 20:30 - 1:00 uur  | 18:00 - 1:00 uur   |

Sinds 17 oktober 2016 rijdt lijn U13 tussen 7 en 8 uur in de richting van Feuerbach Pfostenwäldle evenals tussen 16 en 17 uur in de richting van Hedelfingen elke 7,5 minuut.
De lijnen U6, U7 en U12 rijden van maandag tot en met zaterdag overdag in dubbeltractie met 80 meter lange trams. De evenementenlijnen U11 en U17 rijden beide, wanneer ze in dienst zijn, in dubbeltractie. Door de kortere perrons van sommige haltes stop de verlengde lijn U11 niet op de haltes Berliner Platz en Staatsgalerie.

### Voertuigen

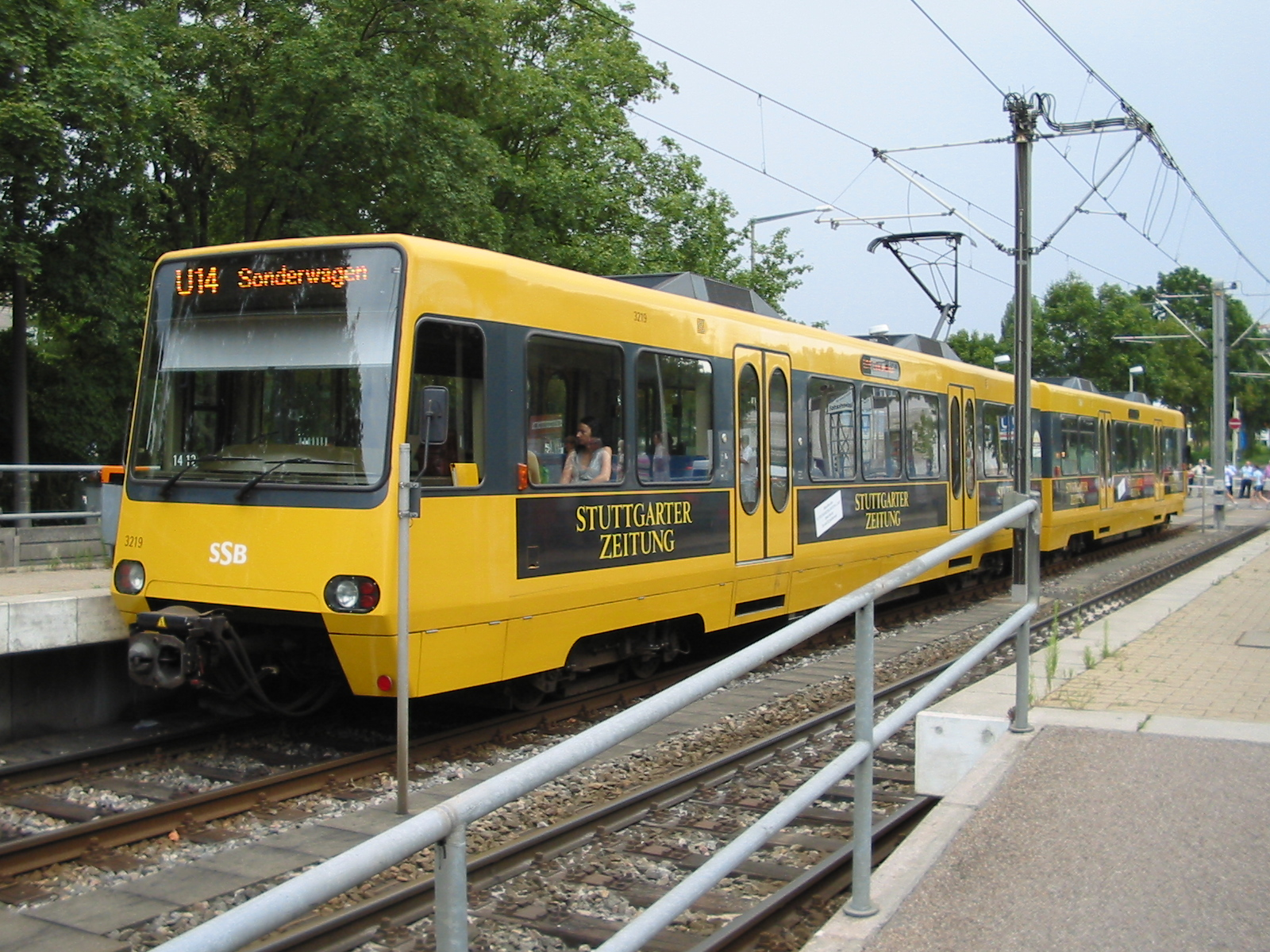
Stadtbahnvoertuig van het type DT 8.9

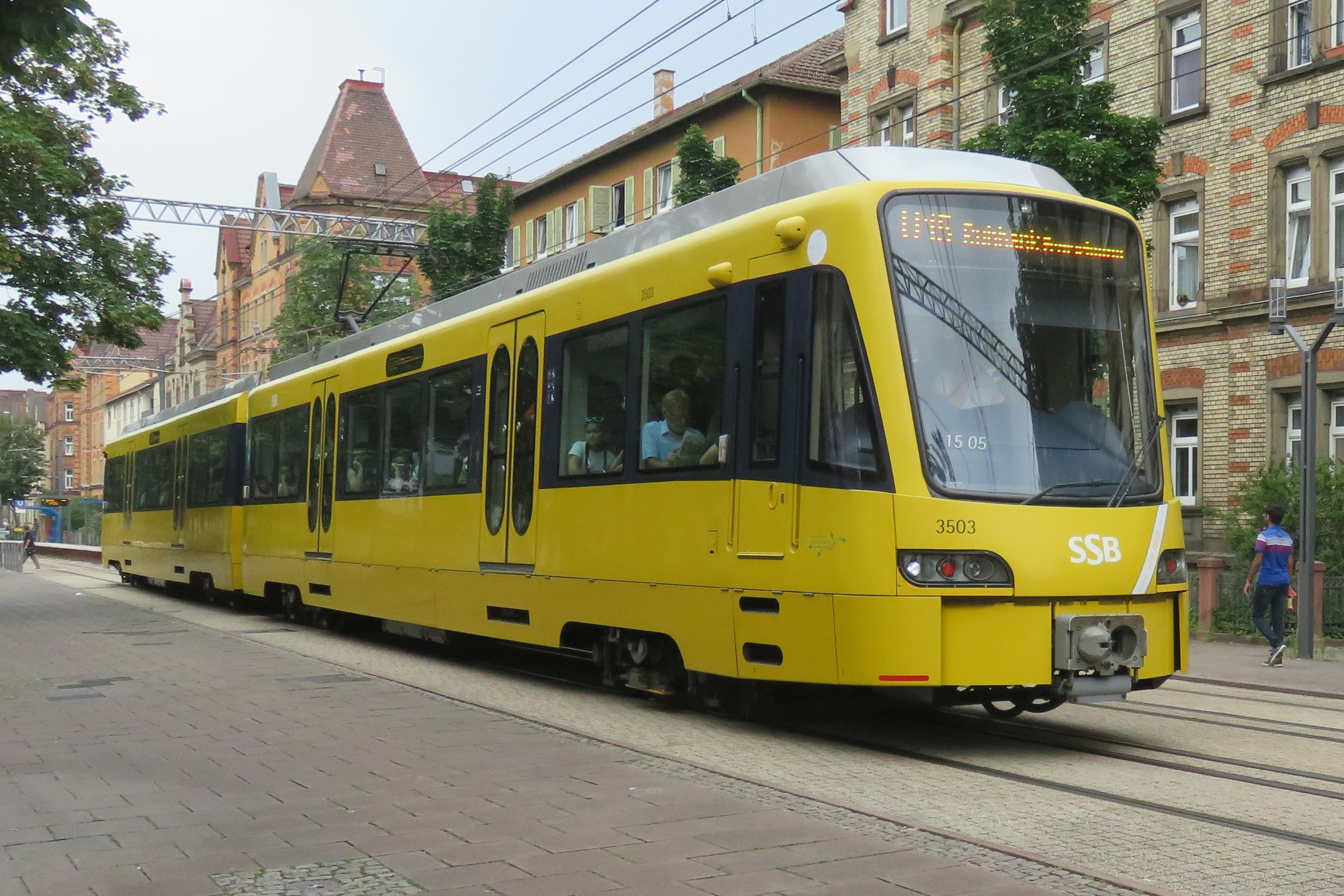
Stadtbahnvoertuig van het type DT 8.12

Het materieel bestaat uit 184 voertuigen met twee bakken van het type DT 8. Dit type is speciaal voor Stuttgart en zijn heuvelige topografie door DUEWAG, AEG, Siemens, Stadler, SGP (technische uitrusting) en Lindinger & Partner (design) ontwikkeld. Zo is er de aandrijving van alle assen van de lightrailvoertuigen wat door het heuvelige karakter van Stuttgart noodzakelijk is.
De aanduiding DT 8 staat voor dubbelmotorwagen (Doppeltriebwagen) met acht aangedreven assen. De wagens komen conceptueel overeen met de Stadtbahnwagen A en waren uitzonderlijk lang in de jaren 1980. Bij de introductie van lijn U7 werd gestart met het rijden in dubbeltractie. Omdat de lengte 3,5 meter boven het wettelijk maximum van 75 m uitkwam, moest een ontheffing worden aangevraagd. Er zijn veertien series, waar bij de eerste drie series slechts prototypes waren. Twee prototypes zijn museaal behouden, vier andere zijn gesloopt. De twaalfde serie, waarbij ook het uiterlijk verder werd ontwikkeld, kwam in de herfst van 2013 in dienst.
De gemiddelde jaarlijkse kilometerstand van een SSB-voertuig bedraagt 120.000 kilometer. 184 voertuigen zijn in dienst, 20 verder besteld en 76 zijn volledig gerenoveerd. De gemiddelde leeftijd van het wagenpark is 20 jaar (in 2015). Alle voertuigen zijn, na een renovatie, in een zeer goede staat.

### Remises
De voertuigen worden vanuit drie remises ingezet.
- Remise 1 is in Heslach en werd op 2 mei 1985 geopend en is met een werkplaats en een wasstraat uitgerust. Hier hebben 40 voertuigen hun standplaats die op de lijnen U1, U4, U9, U14 en U15 rijden. De bestuurders van het kabelspoor (lijn 20) en de tandrandbaan (lijn 10) worden eveneens vanuit de remise Heslach ingezet. De voertuigen van de tandrandbahn hebben hun eigen depot en de voertuigen van de kabelspoorbaan overnachten in hun eindhaltes;
- Voor het steeds groeiende Stadtbahnnetwerk werden verdere opstelterreinen aangelegd. Zo ontstond in 1989 Remise 2 in Möhringen, die in 1994 werd uitgebreid en 60 voertuigen hebben hier hun standplaats. Hier bevinden zich naast SSB-onderhoud ook de hoofdwerkplaats en een wasstraat. Vanaf de remise in Möhringen volgt de inzet op de lijnen U3, U5, U6, U7, U8, U12 en U15. Onder deze remise vallen ook de opstelterreinen in Gerlingen (sinds 1997, tien voertuigen) en Waldau (sinds 1998, vijf voertuigen);
- Op 10 mei 2000 werd Remise 3 in Remseck-Aldingen in gebruik genomen. Het bood in de eerste fase een capaciteit voor 40 voertuigen, ondertussen kunnen er 60 voertuigen gestald worden. Eveneens als bij andere remises zijn ook in Aldingen een wasstraat en een werkplaats voorhanden. De lijnen U1, U2, U12, U13, U14, U15 en U19 worden vanuit hier bediend.

Een verdere remise is in Weilimdorf gepland.
De voertuigen van de evenementenlijnen worden, naar beschikbaarheid, vanuit alle remises ingezet. Volgens de dienstregeling worden de voertuigen deels uit de voertuigenpool van de versterkingslijn U8 onttrokken, waarmee deze komt te vervallen. Reizigers kunnen van andere lijnen gebruikmaken. In de voormalige Remise 5 in Bad Cannstatt waren de laatste trams ondergebracht, die tot 2007 op de lijn 15 reden. In juli 2009 is hier het nieuwe trammuseum geopend dat tot 28 oktober 2007 in Zuffenhausen ondergebracht was. De Remise 10 bij het Marienplatz herbergt drie treinstellen van het type ZT 4, die op de tandrandbaan Stuttgart (lijn 10) rijden. Deze remise valt onder het beheer van Remise Heslach, die ook de bestuurders beschikbaar stelt.

### Bestuurders
Rond de 900 SSB-medewerkers beschikken over een 'rijbewijs' om de Stadtbahn te besturen voor reizigersvervoer (stand 2016), ongeveer 400 meer dan aan het begin van het millennium. In de komende jaren zullen meer bestuurders worden aangenomen. De SSB heeft medewerkers uit 31 verschillende landen.

## Geschiedenis

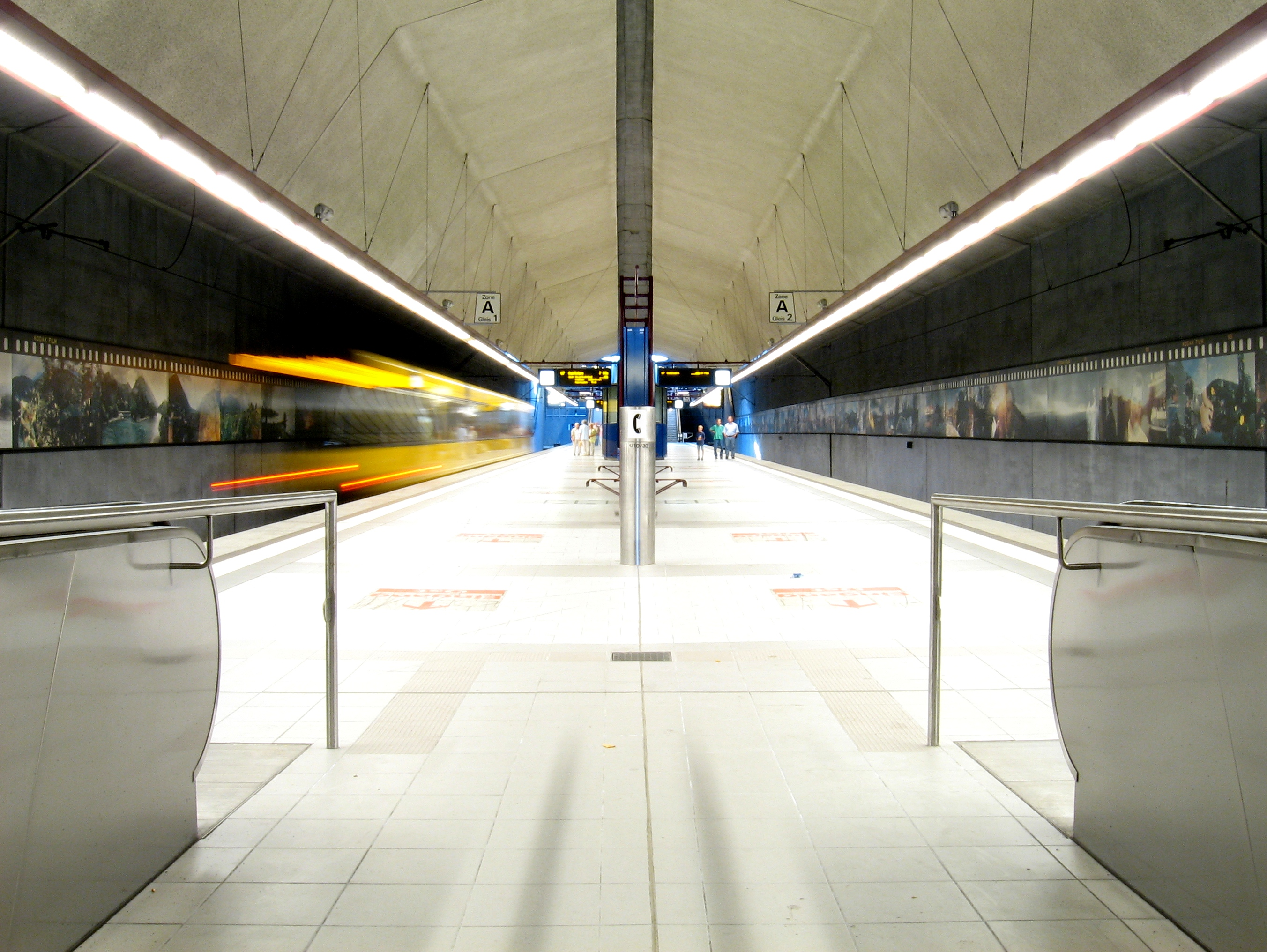
Ondergrondse halte Killesberg (2006)

De Stadtbahn is de opvolger van de tram die voor een lange tijd door de straten van Stuttgart reed (vanaf 29 juli 1868 als paardentram en vanaf 1895 elektrisch). In 1961 had de gemeenteraad besloten dat het tramnetwerk in de binnenstad ondergronds gelegd moest worden, over nieuwe krachtiger voertuigen ging beschikken en buiten het centrum zo veel mogelijk op een vrijliggende baan te laten rijden.
De eerste tunnelhalte, Charlottenplatz, ontstond in 1966 gelijktijdig met de ombouw van het kruispunt tussen de B14 en de B27. De lijnen die door het dal lopen (parallel aan de B14) en de lijnen die het dal doorkruizen (parallel aan de B27) zijn ondergronds ongelijkvloers gebouwd. De laagst gelegen tunnel tussen Neckartor en Marienplatz werd in 1972 geopend. Alle tunneltrajecten en -haltes werden toen al, vooruitkijkend op een geplande exploitatie met normaalsporige voertuigen, met een grotere omgrenzingsprofiel gebouwd en al voorzien van een derde spoor waardoor normaalsporige voertuigen door de tunnels kunnen rijden.
Midden jaren '70 werd de invoering van een metro bediscussieerd die door de nieuwe tunnels ging rijden, tot 1976, toen de beslissing viel om de tram geleidelijk om te bouwen tot een efficiëntere Stadtbahn. Tot 1978 werden de Königstraße en de Hauptbahnhof evenals de trajectdelen naar het voormalige station Universität (tegenwoordig Börsenplatz) en Türlenstraße (tegenwoordig Stadtbibliothek) ondertunnelt, tot 1984 volgden de halte Rotebühlplatz, die al in 1978 in ruwbouw in kader van werkzaamheden aan de S-Bahn was gebouwd, en de tunnel Siemensstraße tussen Pragsattel en Feuerbacher Bahnhof.
Tot nu werden 14 verdere tunnels gebouwd, Neue Weinsteige (1987), Degerloch (1990), Feuerbach Wiener Straße (1990), Weilimdorf (1992), Killesberg (1993), onder de Botnanger Sattel (1994), Gerlingen (1997), Waldau (1998), Sillenbuch (1999), Ruit (2000), Steinhaldenfeld (2005), Fasanenhof (2010), Zuffenhausen (2011) en Hallschlag (2017). De tunnel tussen Hauptbahnhof en Stadtbibliothek werd in 2016-2017 door nieuwbouw met een andere indeling en extra aftakking richting Europaviertel vervangen. De gehele lengte van ondergrondse lijnen bedraagt rond de 26 kilometer. Het Stadtbahnnetwerk is zo gemaakt dat het toentertijd door een metro omgebouwd kon worden wanneer de financiële middelen voorhanden waren. Tegen de verwachtingen in staat de "U" in het logo van de Stadtbahn niet voor Untergrundbahn (Duits voor metro), maar voor unabhängig (onafhankelijk).
Na de opening van de nieuwe lijn naar Killesberg in het voorjaar van 1993, die deels de functie van de in 1976 gestaakte tramlijn 10 overgenomen had, kwam het in 1999 met de verlenging van de U14 van Mühlhausen naar Remseck-Neckargröningen voor het eerst sinds het begin van de Stadtbahn tot een netwerkuitbreiding tegenover de tram. In 2000 volgde de ingebruikname van de 6,3 kilometer nieuwe lijn Heumaden - Ostfildern-Nellingen. Achtereenvolgend werd het netwerk naar andere stadsdelen van Stuttgart uitgebreid: Neugereut (medio 2005), Mönchfeld (eind 2005), Fasanenhof (2010), Hallschlag (2013) en Dürrlewang (2016).
In kader van het spoorproject Stuttgart 21 wordt een nieuwe doorgaande langeafstandsspoortunnel haaks onder het huidige kopstation gebouwd. De nieuwe tunnel wordt ongeveer op dezelfde hoogte als de huidige Stadtbahntunnel Hauptbahnhof - Pragsattel gebouwd, waardoor de Stadtbahntunnel dieper en op een andere plek gebouwd moet worden. Parallel aan de bestaande Stadtbahntunnel werd in Kriegsberg twee tunnelbuizen geboord. De stadinwaartse tunnel werd tussen 18 en 20 november 2016 aangesloten. De staduitwaartse tunnel werd tussen 7 en 9 april 2017 aangesloten. Sindsdien werd de oude Stadtbahntunnel gevuld en de nieuwe spoortunnel over de Stadtbahntunnel gebouwd. Ook de kruisende Stadtbahnhalte Staatsgalerie moet omgebouwd worden voor de komst van de nieuwe spoortunnel. Deze maatregelen worden, inclusief de extra kosten bij verstoringen, vanuit het budget van het project Stuttgart 21 gefinancierd.

### Ombouw van tram naar Stadtbahn
De belangrijkste criteria bij het ombouwen naar Stadtbahn was de omzetting naar normaalspoor en de ontwikkeling van tweerichtingsvoertuigen, waarmee de keerlussen bij de eindpunten kwamen te vervallen. Bovendien moest de toegang tot de voertuigen op gelijk niveau als het perron zijn, dus zonder een drempel. De speciaal voor Stuttgart ontwikkelde Stadtbahnvoertuig DT 8 voldeed aan deze eis.
Doordat beide systemen voor lange tijd naast elkaar in bedrijf moesten blijven, kwam er een overgangsperiode. De voor de Stadtbahn voorziene lijnen werden drierailig aangelegd. De (binnenste) derde rail werd op een later moment weggehaald, waardoor geen metersporige voertuigen over de lijn kunnen rijden. Op enkele trajectdelen is het drierailig spoor behouden gebleven om museumritten van de Stuttgarter Historische Straßenbahnen mogelijk te maken.

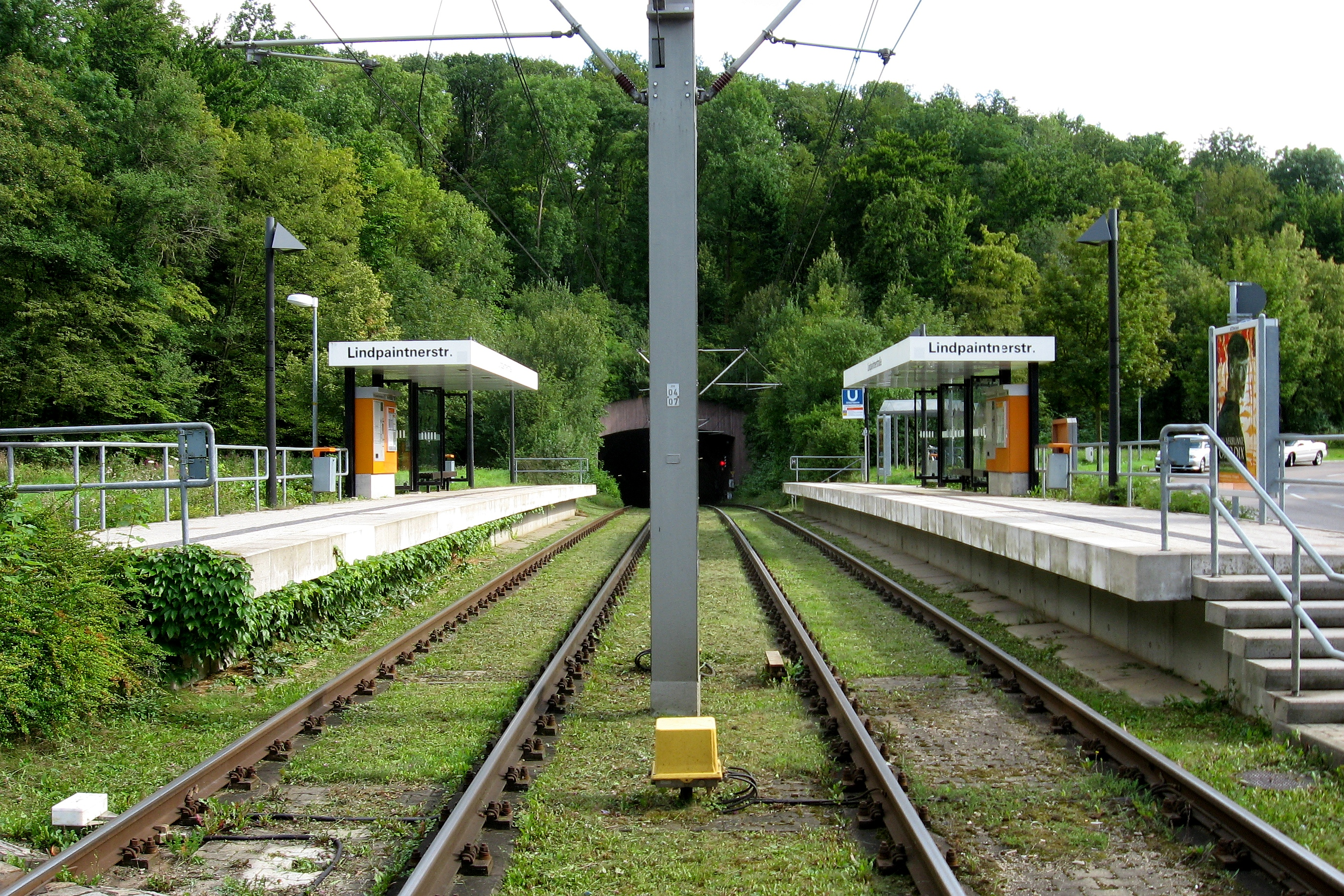
Een hoog perron; in de achtergrond de tunnel onder de Botnanger Sattel. (2007)

Een verdere uitdaging was het verschil in perronhoogte. Bij de oude trams was een opstap vanaf de straat of een laag perron mogelijk, bij de nieuwe Stadtbahnvoertuigen kan een toegankelijke instap alleen vanaf een hoog perron (gewenste en uiteindelijke oplossing) of met een opstap (ontoegankelijk) vanaf een laag perron. De oudere Stadtbahnvoertuigen (DT 8.4, DT 8.5, DT 8.7) beschikken over een klaptrede, die bij een laag perron uitgeklapt kan worden. Tijdens de overgangsperiode, waarbij in de tunneltrajecten beide voertuigen reden, werd het perron voor de helft verhoogd. De ombouw van de tweede helft werd pas mogelijk wanneer de trams niet meer dit station aandeden.
In kader van het programma toegankelijk maken van de Stadtbahn werd tot 12 december 2010 alle haltes met een hoog perron en waar nodig met liften uitgerust.
Van 1982 tot 1983 werden drie prototypes van de Stuttgarter Stadtbahnvoertuigen DT 8 (DT 8.1 tot DT 8.3) op het trajectdeel Plieningen - Möhringen op lijn 3 in proefbedrijf ingezet. In 1985 werd lijn 3 van Plieningen naar Vaihingen als eerste lijn compleet naar Stadtbahn omgezet. Daarop volgde in 1986 lijn 1 en 14, in 1988 de Volksfestlinie, in 1989 lijn 9, in 1990 lijnen 5 en 6, in 1993 de nieuwe lijn 7 en in 1994 lijn 4. In 1997 en 1998 werd de lijn 13 omgebouwd, in 2000 werden de nieuwe spitslijn 8 en de ondertussen ingestelde versterkingslijnen 16 (in 2006 door lijn 19 vervangen), 17 en 18 in bedrijf gesteld. In 2002 volgde de omzetting van de lijn 2 van tram naar Stadtbahn.

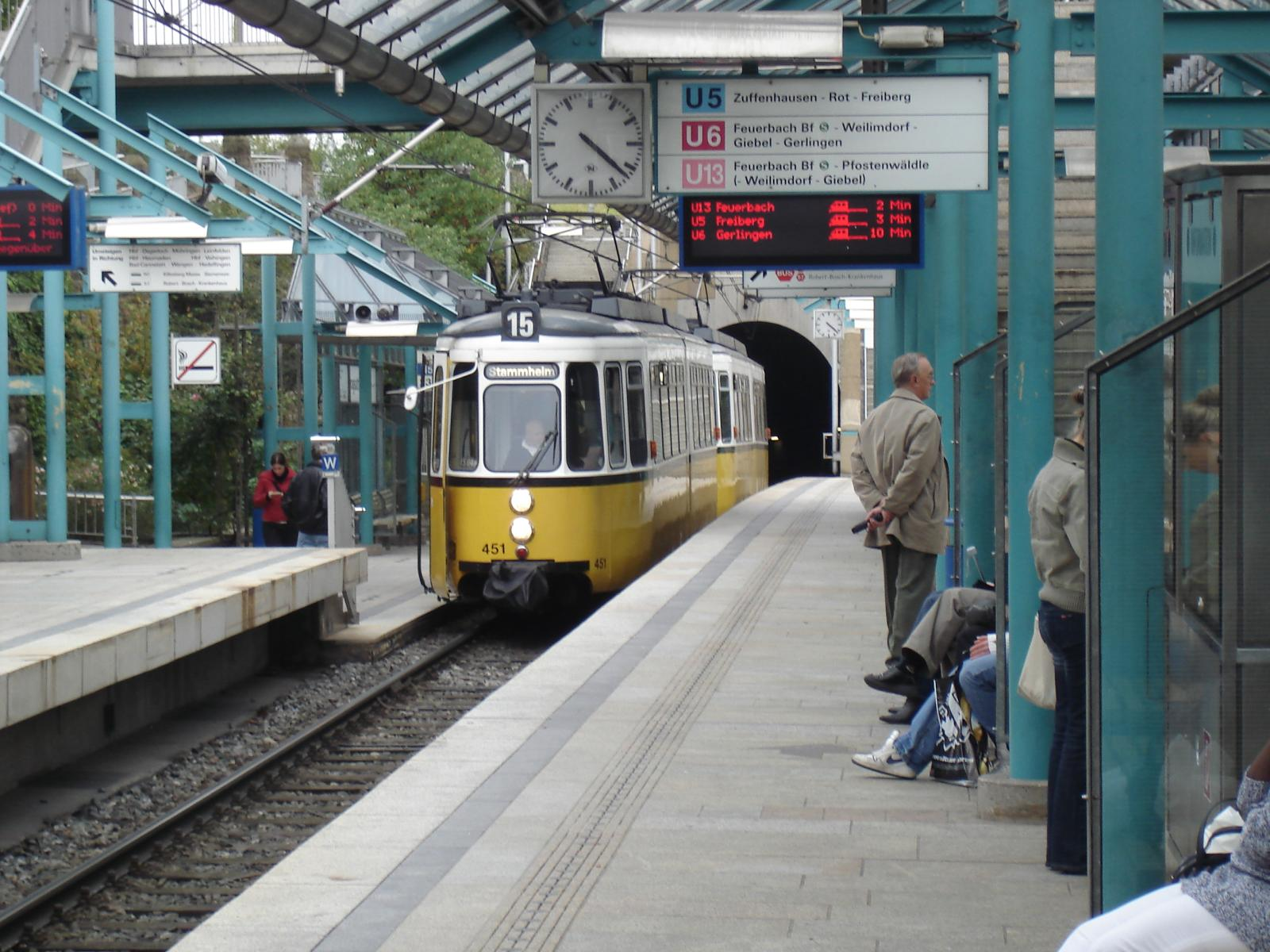
Tram van lijn 15 bij de halte Pragsattel, in de voorgrond het hoge perron van de halte. Tegenwoordig is het lage perron van de halte ook verhoogd. (2005)

In september 2005 werden de werkzaamheden voor de omzetting van de laatste metersporige lijn 15 naar Stadtbahn afgerond. Als eerste werd, met behoud van exploitatie, de zuidas van Olgaeck naar Ruhbank eveneens het trajectdeel door het Nordbahnhofviertel in gebruik genomen. In december 2007 ging de U15 tussen Ruhbank en Zuffenhausen Kelterplatz in bedrijf. Op beide omgebouwde trajectdelen van de zuidas bleef een drierailig spoor behouden, zodat museumritten met metersporige voertuigen vanaf het trammuseum in Bad Cannstatt via het Nordbahnhof richting Ruhbank mogelijk blijft. Vanaf begin 2008 tot eind 2011 volgde de ombouw van de noordas vanaf Zuffenhausen naar Stammheim, het meest arbeidsintensiefste deel door de tunnel onder de Unterländer Straße. Op de zuidas tussen Olgaeck en Ruhbank overwint de Stadtbahn, net zoals de tram, de steilste helling tot wel 8,5%. Daarmee is dit deel de steilste normaalsporige lijn in Europa die in het openbaar vervoer gebruikt wordt. Hierin klim de Stadtbahn 65 meters tussen de haltes Olgaeck (260 m) en Heidehofstraße (325 m) over een lengte van 800 meter. Dit betekent een gemiddelde stijging van 8,1%, waarbij het maximum ligt in de Alexanderstraße op 8,5%.
Sinds 10 december 2011 is de buitenas van U15 door de nieuwe tunnel in Zuffenhausen naar Stammheim in bedrijf. De haltes Stammheim Rathaus en Stammheim werden daarbij samengevoegd. Door tussen de haltes Kirchtalstraße en Zalzwiesenstraße veranderde routeverloop verviel de halte Zahn-Nopper-Straße. De halte Kirchtalstraße is de enige tunnelhalte waar geen voertuigen in dubbeltractie kunnen stoppen. Niet gerealiseerd werd in een vroegere planning de verkoping tussen de Stadtbahn en de S-Bahn in Zuffenhausen waardoor het tunneldeel onder de spoorlijn naar Ludwigsburg op grote afstand ligt van het S-Bahnstation Zuffenhausen.

### Verandering van het netwerk vanaf 2010

#### Netwerk 2011
De SSB had bij de nieuwe dienstregeling op 12 december 2010 enkele Stadtbahnlijnen gewijzigd. De noordas van de lijnen U5 en U7 werden omgewisseld zodat de U5 naar Killesberg en U7 naar Mönchfeld reed. Eveneens reed de U4, welke na 25 jaar vanaf Berliner Platz over de voormalige lijn van de U2 naar Hölderlinplatz ging rijden, de U2 ging sindsdien naar Botnang.
De Stadtbahnlijn U12 reed tot 2013 tussen Möhringen en Killesberg (in de spits: Vaihingen - Killesberg). Op het trajectdeel Möhringen - Vaihingen verving de lijn deels de U6, die sinds 11 december 2010 van Möhringen richting het bedrijventerrein Fasanenhof-Ost rijdt.
Het veranderen van de lijnen werd gedaan door de grote reizigersaantallen op de buitenassen. Zo werden de grote woongebieden Zuffenhausen/Rot/Freiberg/Mönchfeld met dubbeltractie bediend en werd de overbezetting op de lijnen weggenomen. Ook de U2 bedient nu nog twee drukke buitenassen, waarbij capaciteitsverhoging wordt overwogen. Daarbij werd in Stuttgart onder behoud van de 10-minutenfrequentie langere voertuigen ingezet. Daarvoor moesten de perrons verlengd worden en op enkele trajecten werden lijnen verlengd.

#### Netwerk 2013

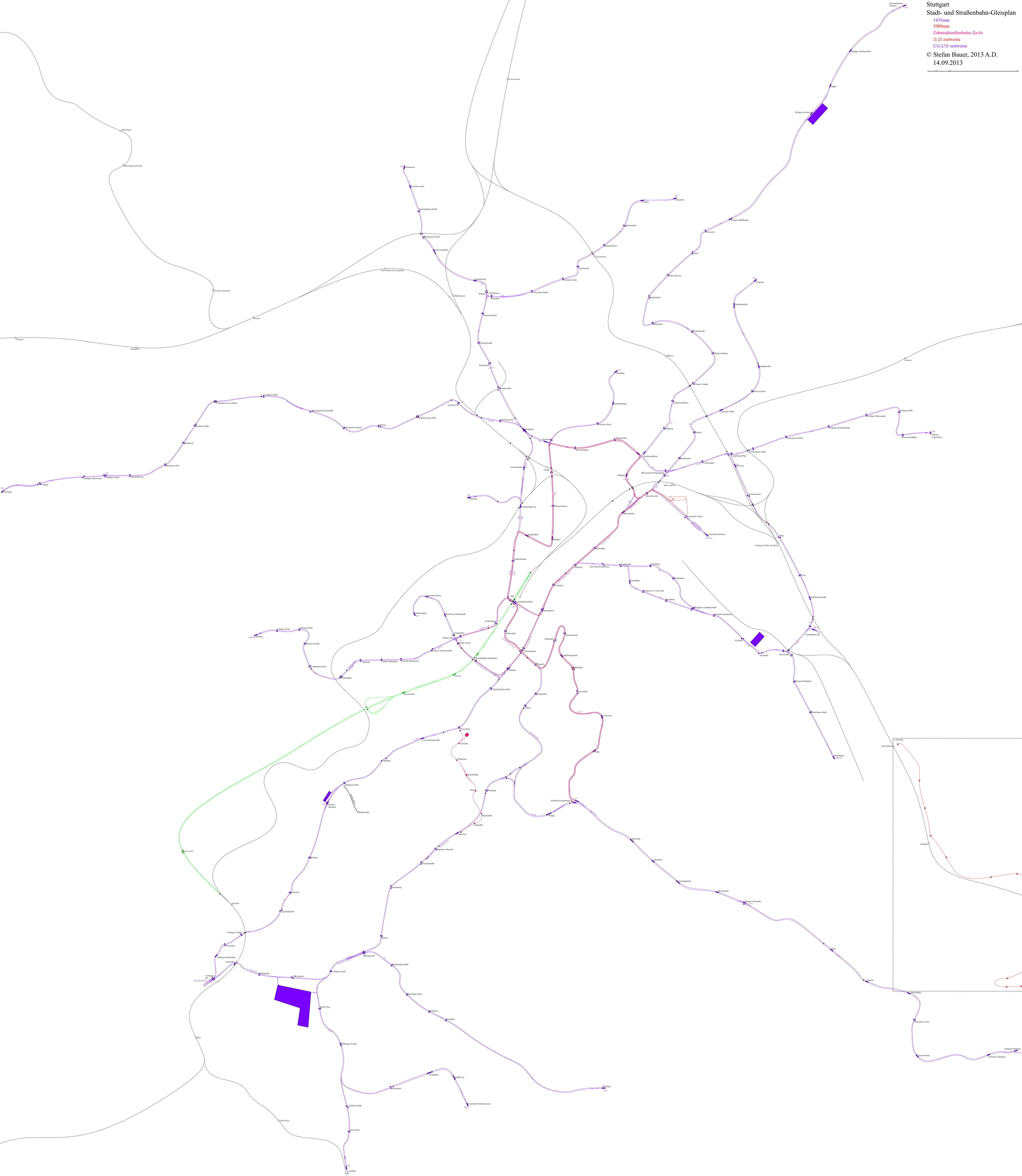
Sporenplan 2013

Met de opening van nieuwe trajecten noordelijk van het Löwentorkreuzung naar Hallschlag werd op 14 september 2013 het netwerk veranderd. Het oude trajectdeel van de U15, tussen de haltes Stadtbibliothek via de Nordbahnhofstraße naar Löwentorkreuzung, wordt sindsdien bediend door lijn U12 die vanaf daar verder rijdt naar Hallschlag. De U15 rijdt sindsdien vanaf de Heilbronner Straße direct richting Pragsattel. Killesberg wordt nu alleen nog door de U5 bediend.
Het 2040 meter lange trajectdeel tussen halte Löwentor en Hallschlag kwam in september 2013 in dienst. Het tracé loopt grotendeels in het midden van de Löwentorstraße, tussen de beide rijbanen, over een jarenlange vrijgehouden groenstrook. Iedere rijrichting heeft sindsdien maar één rijstrook, hiervoor kwam een fietspad in de plaats. De drie kruispunten Hunklinge, Züricher Straße en "Auf der Steig" werden omgebouwd tot rotonde. Al bij de bouw van de Pragsatteltunnel werden de sporen bij de Löwentorkreuzung voorbereid.
De vier haltes Löwentor, Züricher Straße, Riethmüllerhaus en Hallschlag zijn voor de U12 erbij gekomen. Ze zijn met lange hoge perrons uitgerust. Voor de bouw van het tracé werd rond de 200 bomen gerooid. Acht grote exemplaren konden behouden worden en werden omgeplant. Aan weerskanten werden nieuwe bomen geplant zodat langs de brede delen van de Löwentorstraße een laan ontstond.

#### Netwerk 2016/2018

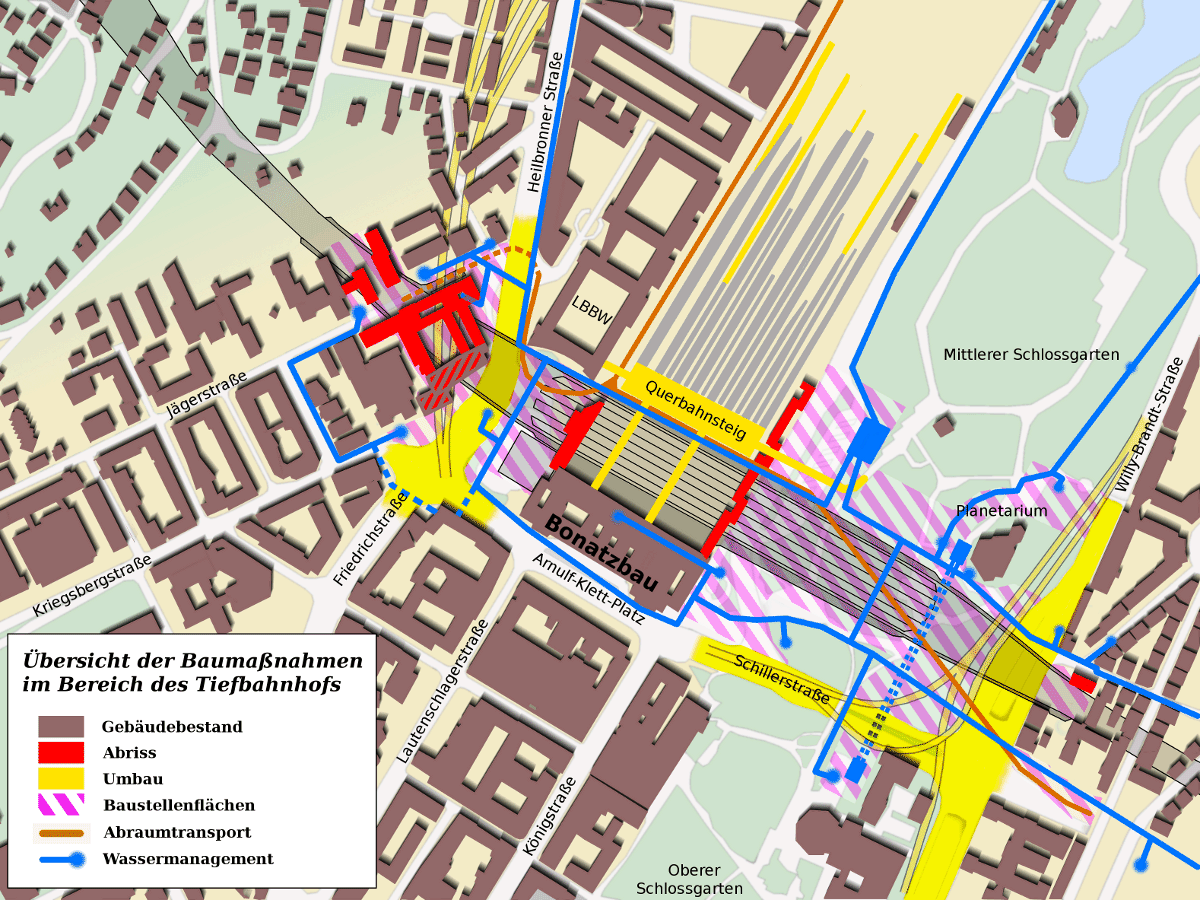
Bouwmaatregelen door de nieuwbouw van het Hauptbahnhof in kader van Stuttgart 21. De Stadtbahnprojecten zijn in het geel aangegeven. De grootste veranderingen zijn de tunnel onder de Heilbronner Straße en de nieuwbouw van de halte Staatsgalerie. (2010)

In kader van het spoorproject Stuttgart 21 moesten de Stadtbahntunnels rond het Hauptbahnhof verplaatst worden. Hierdoor werden de halte Staatsgalerie en de tunnel tussen Staatsgalerie en Hauptbahnhof respectievelijk Charlottenplatz nieuw gebouwd. Tijdens de werkzaamheden was het trajectdeel Staatsgalerie - Charlottenplatz van mei 2016 tot december 2017 gesloten. Sinds december 2017 is het trajectdeel Staatsgalerie - Hauptbahnhof tot minimaal december 2019 gesloten. De betroffen lijnen U1, U2, U4, U9, U11 en U14 worden tijdens deze periode omgeleid of opgeknipt in twee lijnen. Oorspronkelijk was gepland dat tijdens de nieuwbouw van de stations en de tunnels de Stadtbahn door bleef rijden. Bündnis 90/Die Grünen bekritiseerde de SSB en de Eisenbahn-Bundesamt voor het voorgenomen concept. Ze riepen op tot meer publieksparticipatie en beschuldigde de SSB dat in de stellingname van de planverandering de geplande sluitingen niet te vermelden.
De SSB noemde de lijnconcepten als Netz 2016 respectievelijk Netz 2018.
Het wegvallen van het trajectdeel Staatsgalerie - Charlottenplatz had invloed op de lijnen U1, U2, U4 en U11. Dit duurde van 17 mei 2016 tot 9 december 2017 (Netz 2016).
- U1 (Vaihingen - Fellbach) reed niet tussen Österreichischer Platz en Staatsgalerie. De lijn werd omgeleid via Berliner Platz en Hauptbahnhof;
- U21 (Südheimer Platz - Charlottenplatz) werd tijdelijk ingevoerd door het wegvallen van lijn U1 tussen Österreichischer Platz en Charlottenplatz;
- U2 (Botnang - Neugereut) reed niet tussen Berliner Platz - Charlottenplatz - Staatsgalerie. De lijn werd omgeleid via Hauptbahnhof;
- U4 (Untertürkheim - Hölderlinplatz) werd opgesplitst in lijn U4 en U24. U4 reed tussen Untertürkheim en Neckartor, lijn U24 tussen Charlottenplatz en Hölderlinplatz;
- U11 kon de ringlijn door het centrum niet meer rijden tussen Charlottenplatz en Staatsgalerie. Lijn U11 begon/eindigde in Charlottenplatz en reed via Berliner Platz en Hauptbahnhof naar NeckarPark.

In Netz 2018 kwam het trajectdeel Staatsgalerie - Hauptbahnhof te vervallen tussen 10 december 2017 tot minstens eind 2019. Dit had invloed op de lijnen U9, U11 en U14. De lijnen U1, U2, U4 gingen weer hun oude route rijden en daarbij kwamen de tijdelijke lijnen U21 en U24 te vervallen.
- U9 (Botnang - Hedelfingen) werd opgesplitst in de lijnen U9 en U29. U9 reed vanaf Hedelfingen via Staatsgalerie verder naar Charlottenplatz en Vogelrain. Lijn U29 ging op het weggevallen traject Hauptbahnhof - Vogelsang (- Botnang) rijden;
- U11 begon nu in Hauptbahnhof en maakte de ronde door het centrum via Berliner Platz en Charlottenplatz naar NeckarPark;
- U14 (Vogelrain - Hauptbahnhof - Remseck) kwam de directe verbinding tussen Staatsgalerie en Hauptbahnhof te vervallen. In plaats daarvan reed de U14 vanaf Remseck een ronde door het centrum via Charlottenplatz en Berliner Platz naar Hauptbahnhof;
- U34 (Südheimer Platz - Vogelsang) kwam ter vervanging van het weggevallen deel van de U14 tussen Charlottenplatz en Vogelrain. Daarbij reed de U34 verder naar Vogelsang en begon niet, zoals de U14, in Vogelrain maar in de Südheimer Platz. Dit gedeelte werd overgenomen door de U9.

Bij de veranderingen in het centrum werd bij de nieuwe dienstregeling in 2016 het trajectdeel Wallgraben - Dürrlewang evenals bij de nieuwe dienstregeling 2018 de trajectdelen Hauptbahnhof - Budapester Platz - Milchhof en Hallschlag - Bottroper Straße - Wagrainäcker van de U12 in gebruik genomen. De lijn U12 rijdt sinds 2017 met dubbeltractie van Dürrlewang in het zuiden, komend via de binnenstad, door de Europaviertel, Nordbahnhofviertel en Hallschlag onder in het Neckartal naar Remseck in het noorden. Daardoor rijdt de U14 niet meer naar Remseck en eindigt sindsdien in Mühlhausen. De verlenging van de zuidas tussen Dürrlewang en Wallgraben kwam al op 13 mei 2016 in gebruik.
Eerst werd besloten dat de U14 in Max-Eyth-See zou eindigen, maar in maart 2013 werd besloten dat dit de halte Mühlhausen werd. Daarvoor werd bij deze halte een keerspoor met een 40 meter lang perron gebouwd.
De in 2016 en 2017 bijgekomen trajecten zijn voornamelijk bedoeld om de slecht ontsloten wijken Hallschlag, de in aanbouw zijnde Europaviertel, de geplande Rosensteinviertel en het in kader van Stuttgart 21 vrijgekomen nieuwbouwgebied op de vrijgekomen emplacement beter te ontsluiten. De gehele lijn is voor dubbeltractie aangelegd.

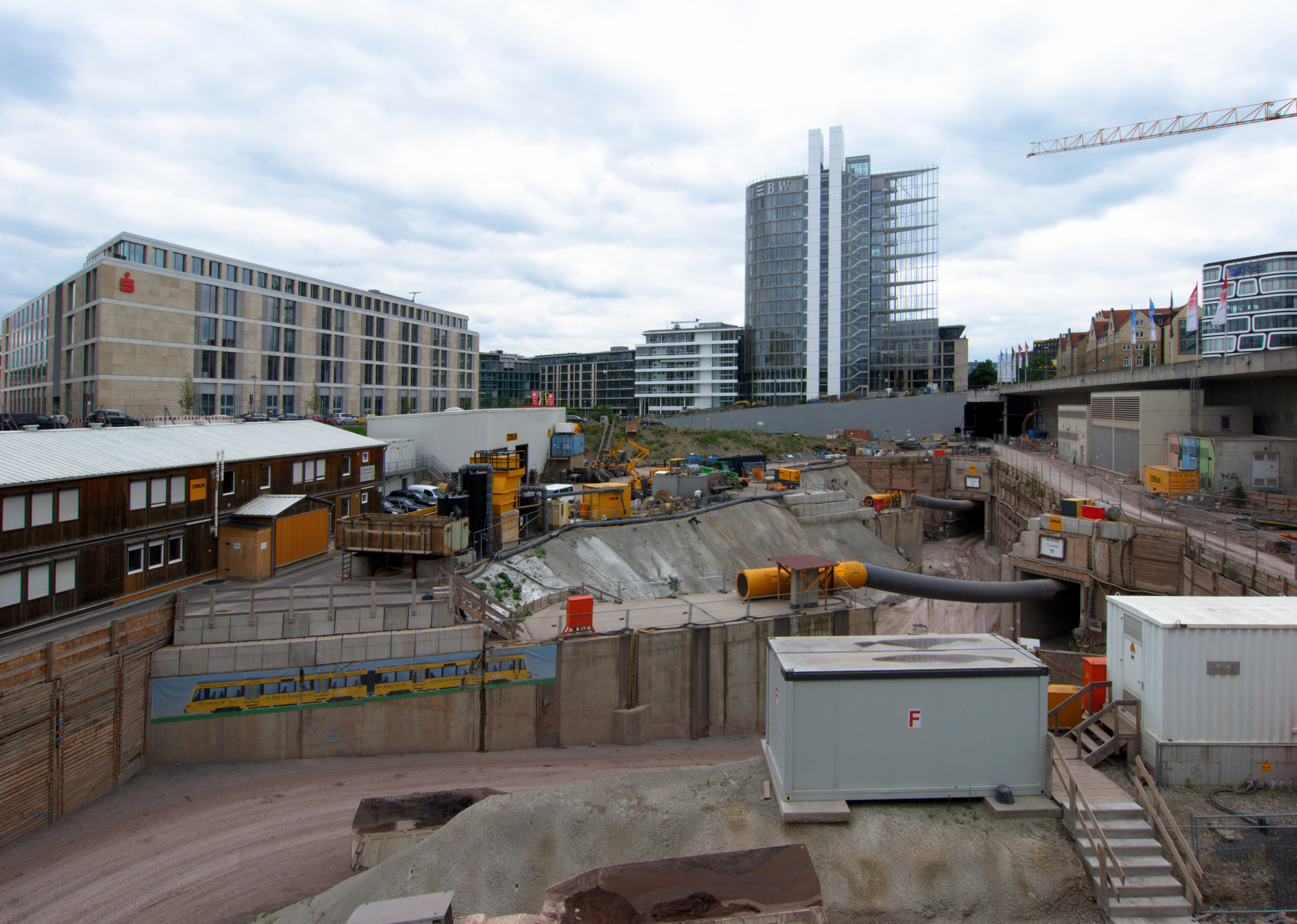
De Stadtbahnbouwplaats tussen Heilbronner Straße en Stadtbibliothek. (2014)

De Stadtbahntunnel tussen de haltes Hauptbahnhof en Stadtbibliothek werd door Stuttgart 21 in een veranderde indeling nieuw gebouwd. De U12 gebruikt deze nieuwe tunnel tot kort voor de halte Stadtbibliothek en buigt hier af en duikt onder de bestaande lijn richting Budapester Platz. In Europaviertel verloopt de lijn van de U12 verder in een tunnel en bereikt nadat het onder de Stadtbibliothek am Mailänder Platz is geweest aan de oostzijde oppervlakte. Via een helling kruist het de Lissaboner Straße en stijgt verder naar de halte Budapester Platz die op een brug ligt. Deze brug is 145 meter lang en kruist de Wolframstraße/Nordbahnhofstraße en loopt vervolgens langs de Nordbahnhofstraße tot de Friedhofstraße. Vanaf hier loopt de Stadtbahn in de middenberm van de Nordbahnhofstraße.
In het verleden was met de opening van dit trajectdeel gepland de U15 eveneens over deze route te laten lopen. In het begin van 2008 werd door de SSB gestarte verandering van het Tracébesluit, verliep het tracé in de Nordbahnhofstraße zoals beschreven, bovengronds aan de zijkant en buigt ongeveer ter hoogte van de Friedhofstraße naar de middenberm en sluit bij de halte Milchhof aan. Oorspronkelijk was een onderdoorgang onder het kruispunt Nordbahnhof-/Rosensteinstraße gepland. De redenen voor de verandering waren de hoge voorspelde verkeersintensiteiten, tot 18.000 motorvoertuigen per etmaal voor de Rosensteinstraße, en zorgen bij de politiek over het vroegtijdig staken van de bestaande lijn in de Friedhofstraße. Met de ingebruikname van het nieuwe trajectdeel werd de lijn in de Friedhofstraße en de bestaande halte Pragfriedhof eind 2017 stilgelegd. Om ook toekomstig historisch trammaterieel over meterspoor te kunnen laten rijden is de nieuwe lijn door Europaviertiel voorzien van een drierailig spoor.

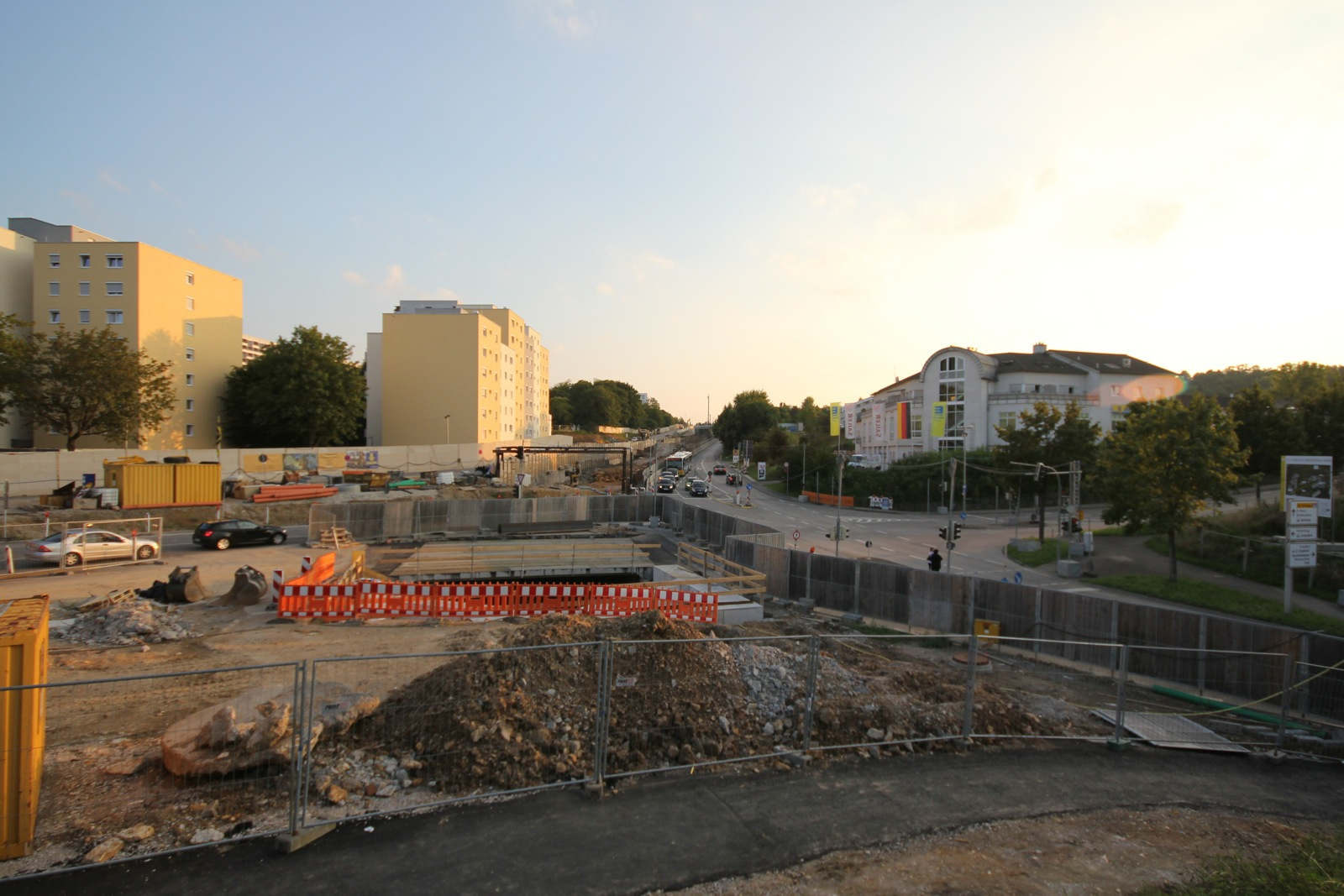
U12-bouwplaats Bottroper Straße (2014)

Op een ander trajectdeel sluit de U12 in het noorden op het traject van de U14 aan. Daarbij verloopt het tracé vanaf halte Hallschlag in een open tunnelbak zuidelijk van de Löwentorstraße tot de nieuwe halte Bottroper Straße. Aansluitend volgt een circa 500 meter lange tunnel, die de lijn in het Neckardal voert en onder de Schusterbahn gaat. Daarna wordt de Austraße met een nieuw gebouwde brug gekruist en sluit net voor de Aubrücke over de Neckar aan op lijn U14. Dit trajectdeel is ongeveer 1,1 kilometer lang. De volgende halte is Wagrainäcker.

#### Lijngeschiedenis
De Stadtbahnlijnen U1, U3 en U14 werden in 1989 onderscheiden van de S-Bahn- en de tramlijnen door de hoofdletter U voor het nummer. De E-lijn naar Cannstatter Wasen en het stadion kreeg zijn huidige nummer U11 in 1994.
| Openingsdatum                                                 | Stadtbahnlijn        | nieuwe/omgebouwde route                                                                                             |
| ------------------------------------------------------------- | -------------------- | --- |
| 1 mei 1985                                                    | U3 (proefbedrijf)    | Plieningen - Möhringen Bf (laatste exploitatiedag meterspoor naar Plieningen: 30 april 1985)                        |
| 28 september 1985                                             | U3                   | Möhringen Bf - Vaihingen Bf                                                                                         |
| 19 april 1986                                                 | U1                   | Vaihingen Bf - Fellbach Lutherkirche                                                                                |
| 12 juli 1986                                                  | U14                  | Mineralbäder - Mühlhausen Staatsgalerie - Berliner Platz - Österreichiser Platz                                     |
| 24 september 1988                                             | E (Volksfestlinie)   | Mercedesstraße - Cannstatter Wasen                                                                                  |
| 30 september 1989                                             | U9                   | Stöckach - Raitelsberg - Hedelfingen - Berliner Platz (Liederhalle) - Vogelsang                                     |
| 3 november 1990                                               | U5, U6               | Pragsattel - Freiberg Pragsattel Feuerbach Pfostenwäldle Pragsattel - Möhringen Bf Vaihinger Straße - Leinfelden Bf |
| 26 september 1992                                             | U6                   | Feuerbach Pfostenwäldle - Giebel                                                                                    |
| 19 april 1993                                                 | U7                   | Eckartshaldenweg - Killesberg                                                                                       |
| 13 augustus 1993                                              | E (Stadionlinie)     | Cannstatter Wasen - Neckarstadion                                                                                   |
| 3 oktober 1993                                                | U6                   | Giebel - Gerlingen Siedlung                                                                                         |
| 24 september 1994                                             | U4                   | Untertürkheim Bf - Wasenstraße - Wangener-/Landhausstraße - Ostendplatz - Bergfriedhof Vogelsang - Botnang          |
| 1 juni 1997                                                   | U6                   | Gerlingen Siedlung - Gerlingen                                                                                      |
| 13 september 1997                                             | U13                  | Pragsattel - Bad Cannstadt Wilhelmsplatz Augsburger Platz - Schlotterbeckstraße                                     |
| 27 maart 1998                                                 | U13                  | Schlotterbeckstraße - Wasenstraße                                                                                   |
| 23 mei 1998                                                   | U7                   | Bopser - Ruhbank |
| 22 mei 1999                                                   | U14                  | Mühlhausen - Neckargröningen                                                                                        |
| 11 september 1999                                             | U7                   | Ruhbank - Heumaden                                                                                                  |
| 9 september 2000                                              | U7, U8               | Heumaden - Nellingen                                                                                                |
| 22 juni 2002                                                  | U2                   | Bad Cannstadt Wilhelmsplatz - Hauptfriedhof                                                                         |
| 14 december 2002                                              | U2                   | Berliner Platz (Hohe Straße) - Hölderlinplatz                                                                       |
| 16 juli 2005                                                  | U2                   | Hauptfriedhof - Neugereut                                                                                           |
| 11 december 2005                                              | U5                   | Freiberg - Mönchfeld                                                                                                |
| 8 december 2007                                               | U15                  | Löwentor - Nordbahnhof - Türlenstraße (nu Stadtbibliothek) Olgaeck - Eugensplatz - Ruhbank                          |
| 11 december 2010                                              | U6                   | Möhringen Friebad - Fasenenhof Schelmenwasen                                                                        |
| 14 september 2013                                             | U12                  | Löwentor - Hallschlag                                                                                               |
| 13 mei 2016                                                   | U12                  | Wallgraben - Dürrlewang                                                                                             |
| 20 november 2016 (stadinwaarts); 9 april 2017 (staduitwaarts) | U5, U6, U7, U12, U15 | Hauptbahnhof - Stadtbibliothek (nieuwbouw Stadtbahntunnels in veranderde indeling)                                  |
| 9 december 2017                                               | U12                  | Hauptbahnhof - Milchhof Hallschlag - Aubrücke                                                                       |

## Haltes (selectie)

### Hauptbahnhof (Arnulf-Klett-Platz)

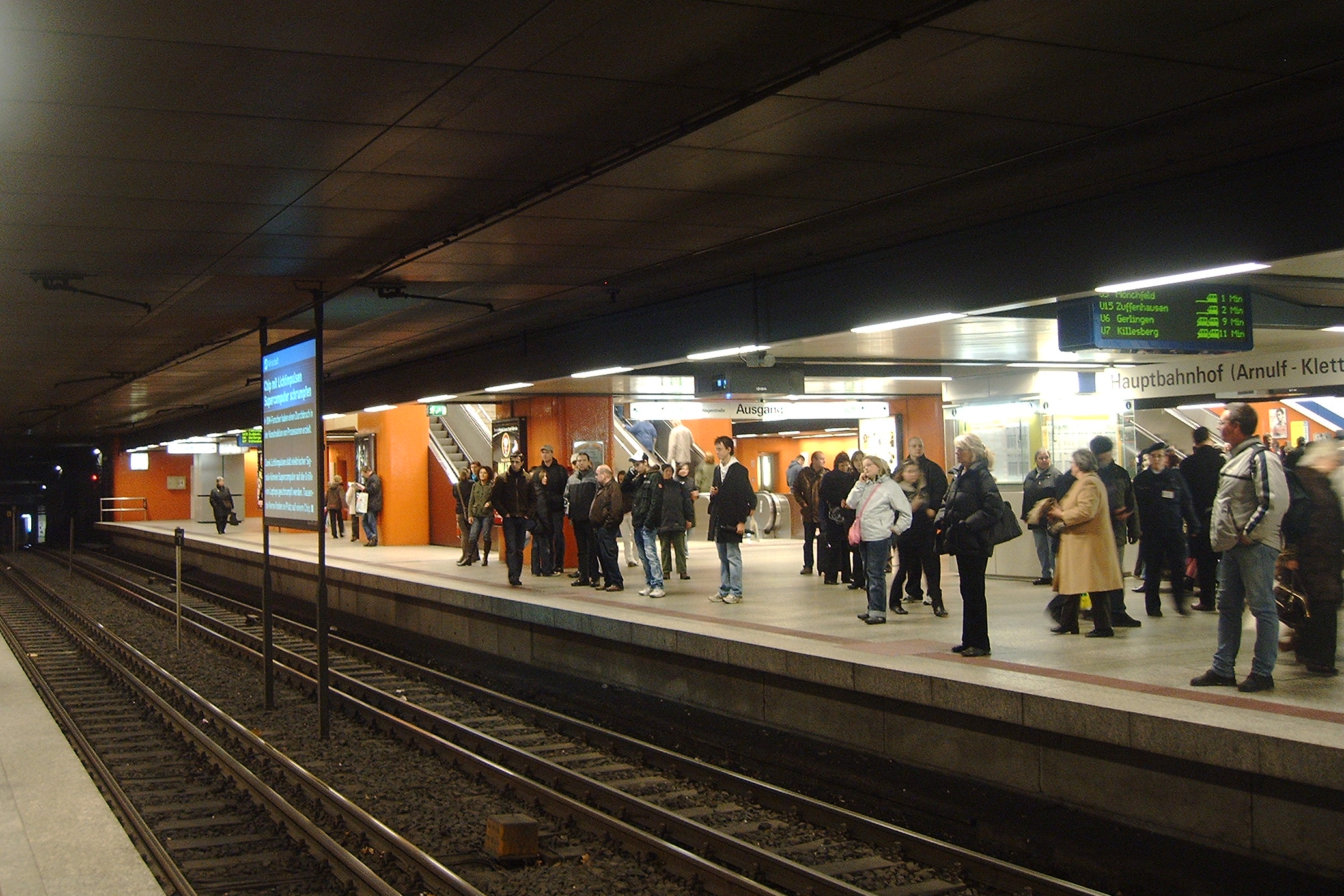
Halte Hauptbahnhof (Arnulf-Klett-Platz), kijkend richting het middenperron en het zuidelijke sporenpaar. (2007)

De in 1976 geopende halte Hauptbahnhof (Arnulf-Klett-Platz) is met in totaal acht lijnen een van de knooppunten in de Stadtbahn Stuttgart. Eveneens bestaat hier de mogelijk om over te stappen op het landelijke, regionale en S-Bahnverkeer evenals op diverse stadsbuslijnen.
Tot 2010 stopte hier ook de museumlijn 23. Ondertussen zijn de lage perrons richting Schlossplatz en Stadtbibliothek weggehaald zodat museumlijnen hier niet meer kunnen stoppen. Op spoor 2 richting Staatsgalerie bleef het lage perron behouden zodat museumlijn 21 hier een lange stop kan maken. In 2016 tot circa 2019 zijn door het project Stuttgart 21 museumritten naar Hauptbahnhof opgeschort, met name omdat de tunnels voor lange tijd gesperd zijn.
De halte heeft vier sporen met zijperrons, waarbij de twee middelste perrons één groot eilandperron vormt. De halte bevindt zich op niveau -2 onder het Arnulf-Klett-Platz, net voor het stationsgebouw van Stuttgart Hauptbahnhof.
Op de noordelijke twee sporen halteren de lijnen U11, U14 en U29. Doordat de lijn tussen Hauptbahnhof en Staatsgalerie sinds 2017 door werkzaamheden onderbroken is, is de halte Hauptbahnhof eindpunt voor deze lijnen. Op de zuidelijke 2 sporen halteren de lijnen U5, U6, U7, U12 en U15.

### Charlottenplatz

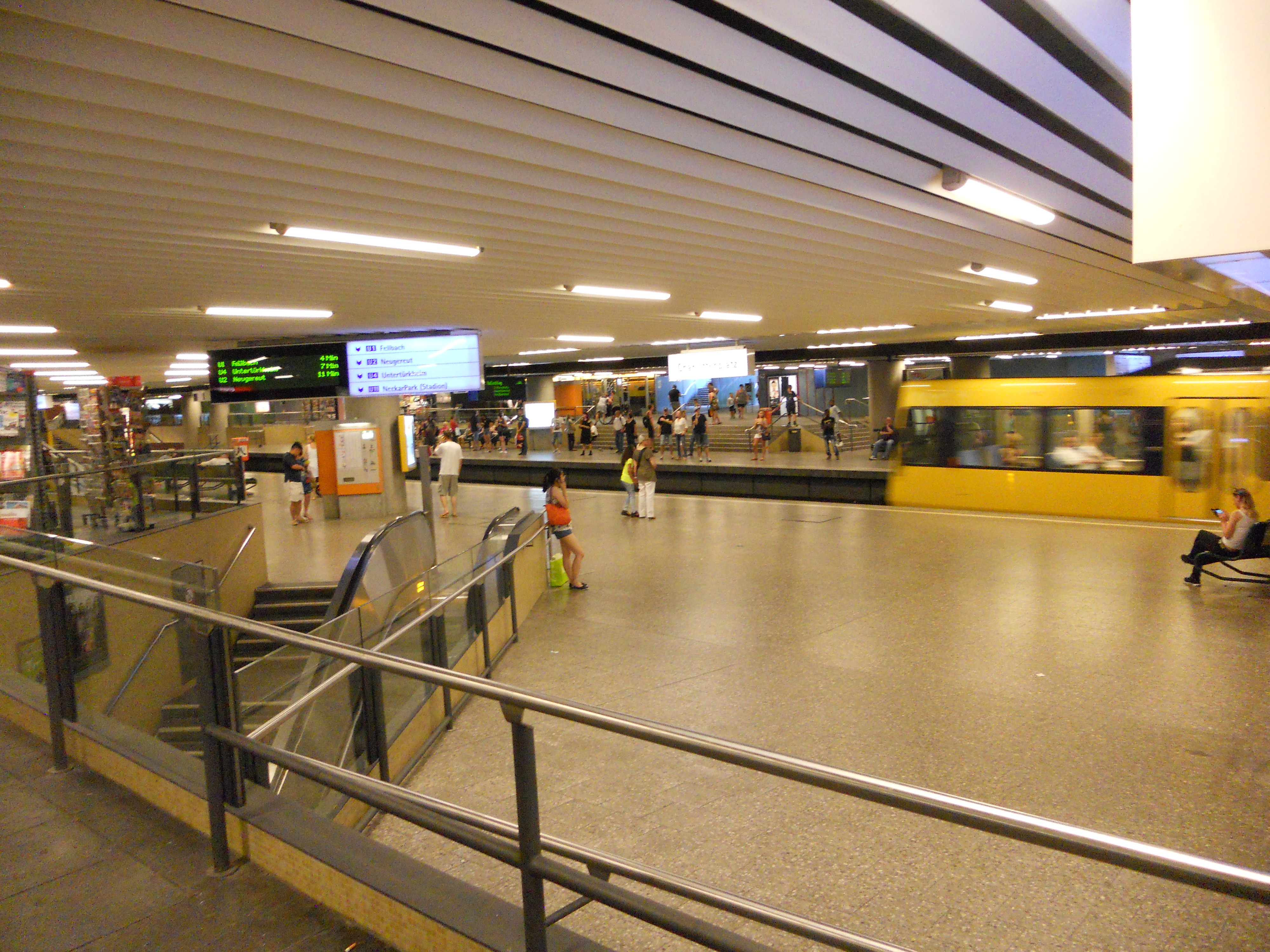
Bovenste halte van het Stadtbahnknooppunt Charlottenplatz (2014)

De halte Charlottenplatz is een ondergrondse kruisingsstation met elk twee sporen per richting. Het is naast Hauptbahnhof het belangrijkste knooppunt tussen de twee hoofdassen van de Stadtbahn en vier buslijnen.
Het is de oudste ondergrondse halte van Stuttgart, het onderste station (noord-zuid) werd in 1966 geopend, in 1967 volgde het bovenste station (oost-west). De kop van het onderste station ligt precies onder het midden van het bovenste station.
De halte is onderdeel van een geïntegreerd verkeersknooppunt. Oostelijk van het station bevindt zich parallel een vier rijstroken brede wegtunnel van de B14, die op hetzelfde niveau bevindt als de noord-zuidtunnel van de Stadtbahn. Dit betekent dat de wegtunnel ook onder de oost-westtunnel van de Stadtbahn gaat. De bouw van het volledige knooppunt bedroeg 60 miljoen D-mark, waarbij het bedrag voor de helft opging aan de Stadtbahnhalte en de andere helft voor de verkeerstunnel. Het bovenste station is gelijktijdig ook een voetgangerstunnel, omdat een gelijkvloerse oversteek is weggehaald (alleen in de jaren '90 was is een voetgangersoversteekplaats).
In de jaren '80 kreeg het station een hoog perron, sinds enkele jaren zijn de perrons van de noord-zuidhalte compleet hoogvloerig. De perrons van de oost-westhalte zijn nog verdeeld in een hoog en laag perron, omdat hier tot eind 2007 nog Stadtbahn- en tramvoertuigen stopte. Tegenwoordig wordt het lage perron alleen voor museumritten van lijn 23 gebruikt, die (sinds 2016) voor enkele jaren niet meer rijdt.
Door het ontbreken van een tussenverdieping tussen beide haltes en het ontbreken van eilandperrons moeten overstappers eenmaal of driemaal van etage wisselen. De laatste is te wijten aan dat in het verkeersknooppunt ook een retentiebekken is gebouwd waardoor geen ruimte is voor extra trappen om het overstappen te vereenvoudigen. Iedere niveauwissel kan gedaan worden via een trap, lift of alleen omhoog via een roltrap. Ook is een klein niveauverschil van ongeveer 5 à 7 treden in de bovenste halte tussen de entrees en het perron.
Bij normaal verkeer (zonder omleidingen door Stuttgart 21) is de halte met 9 lijnen (U1/U2/U4/U5/U6/U7/U11/U12/U15) het belangrijkste knooppunt. In de dienstregeling 2018 stoppen Charlottenplatz 11 lijnen (U1/U2/U4/U5/U6/U7/U9/U11/U12/U14/U15).

### Staatsgalerie

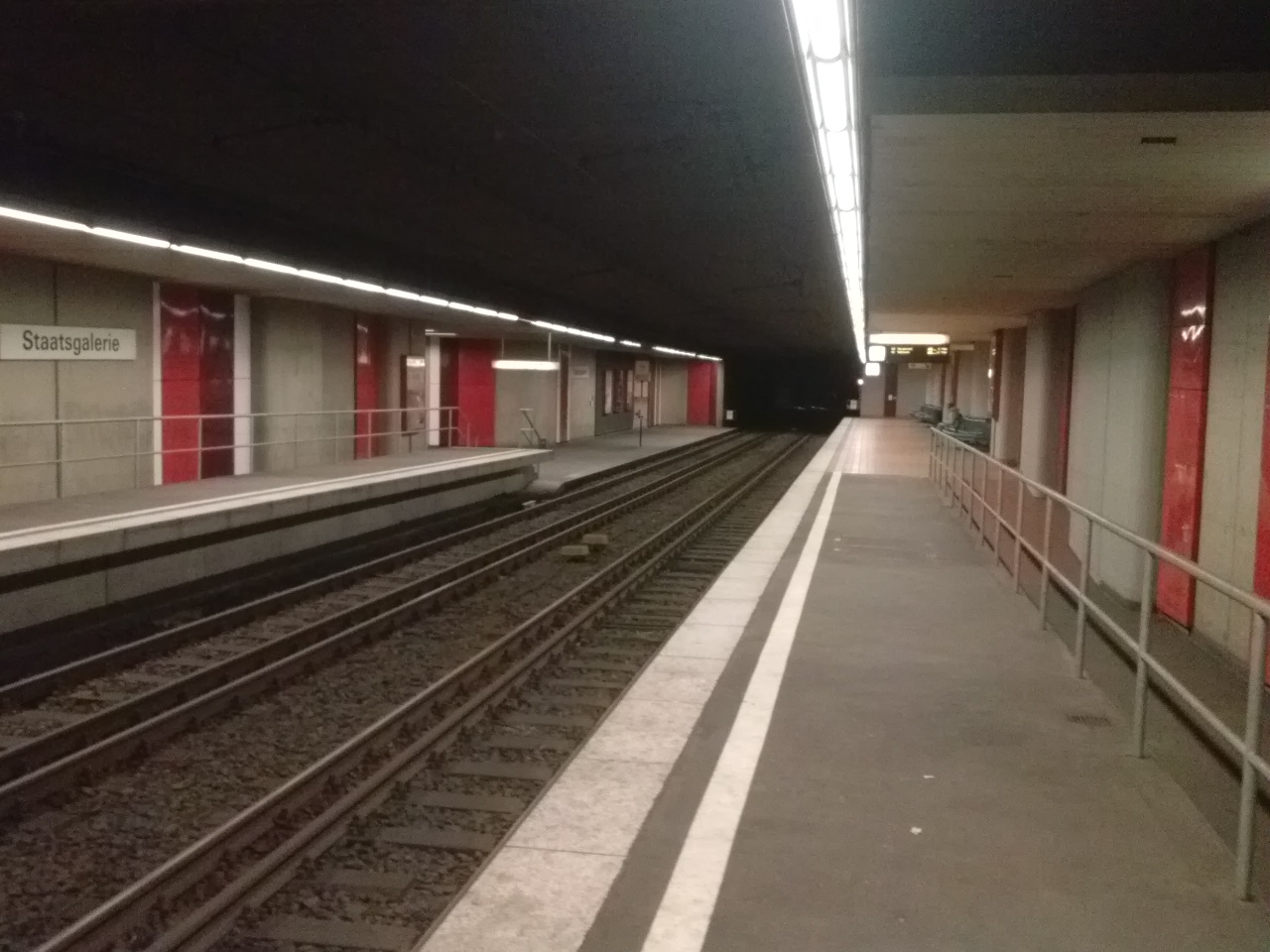
Halte Staatsgalerie (2014)

De halte Staatsgalerie ligt naast de Willy-Brandt-Straße, ten noorden van het Gebhard-Müller-Platz die tussen de halte en de naamgevende Staatsgalerie Stuttgart, circa 400 meter ten oosten van Stuttgart Hauptbahnhof, ligt. Hier halteren de lijnen U1, U2, U4, U9, U11 en U14. Het station is ondergronds en bevindt zich direct naast het Planetarium Stuttgart.
Door het bouwproject Stuttgart 21 - in het bijzonder de bouwput van het nieuwe tunnelstation - wordt een nieuwe, op een minder laag niveau in een open tunnelbak aan de rand van de Schlossgartens gebouwd. Hierdoor wordt het huidige Stadtbahntracé verlegd en in het eindstadium ligt het een paar meter hoger. Na de in gebruik name van de nieuwe halte wordt het toenmalige station gesloopt.
Vanwege de aanstaande sloop is de halte Staatsgalerie een van de laatste stations in het Stuttgarter tunnelnetwerk die niet volledig toegankelijk is. Door de dubbeltractie van evenementenlijn U11 kan deze lijn niet in Staatsgalerie stoppen omdat het hoge perron te kort is. In december 2014 begonnen de werkzaamheden van het ombouwen van het station.

### Ruhbank (Fernsehturm)

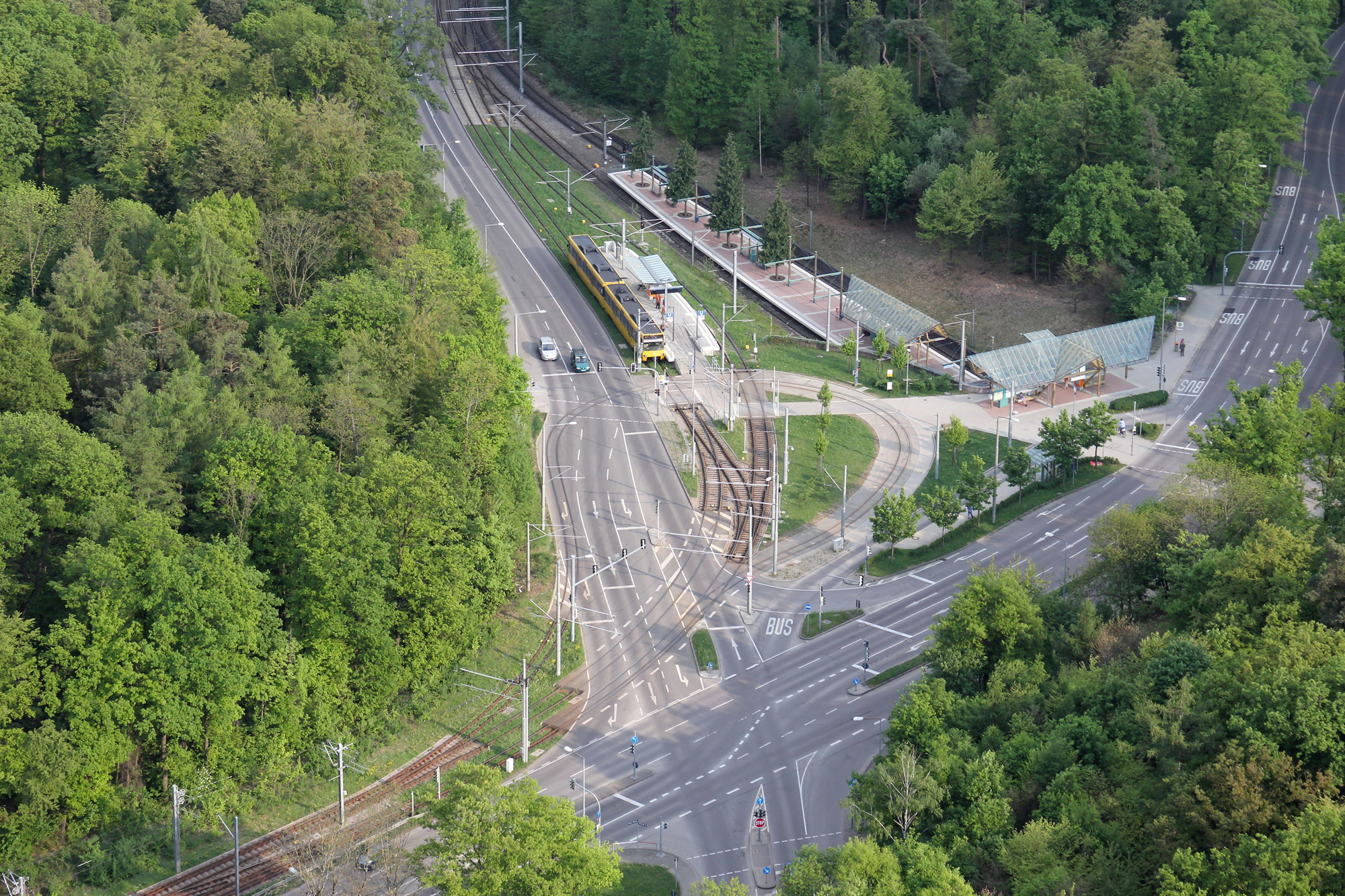
Halte Ruhbank van de U7/U8 (rechts) evenals de keerlus voor het museummaterieel en het perron van de lijn U15 (links). Gezien vanaf de Televisietoren. (2011)

De halte Ruhbank (Fernsehturm) (kruispunt Kirchheimer Straße - Mittlere Filderstraße), ongeveer 400 meter zuidoostelijk van de Stuttgarter Televisietoren gelegen, is de halte die het verste van bebouwd gebied ligt en op het hoogste punt van de Stadtbahn van de SSB (477 m NN). De in de jaren 1997-1998 ontstane Stadtbahnhalte voor de lijnen U7 en U8 bevindt zich direct bij de staduitwaartse tunnel van de Waldautunnels. Om het 80 meter lange eilandperron in de bosrijke omgeving in te laten passen, gebruikte men meer hout dan metaal bij het afwerken. Tussen de opening in mei 1998 en de verlenging van de lijn via Sillenbuch naar Heumaden in september 1999 was Ruhbank het eindpunt van lijn U7.
Voor de lijn U15 ontstond in 2007 parallel aan de bestaande halte een 40 meter lange eilandperron ten oosten van de bestaande tramkeerlus. De U15 sluit ongeveer 60 meter ten oosten van de halte aan op de bestaande lijn van de U7 en U8. De halte beschikt ook over een keerlus voor metersporige trams, waarvan museumlijn 23 hier haar eindpunt heeft.
In de 530 meter lange tunnel tussen de halte Ruhbank en Waldau bevindt zich in het midden een opstelspoor voor vijf voertuigen, die kan worden gebruikt als kopspoor voor de pendellijn (Waldau - Killesberg) bij grote evenementen in het sportgebied van Waldau. De SSB zet deze pendellijn niet meer in, waardoor dit stuk spoor zijn oorspronkelijke functie verloor en eventueel als opstelspoor gebruikt kan worden.

## Projecten

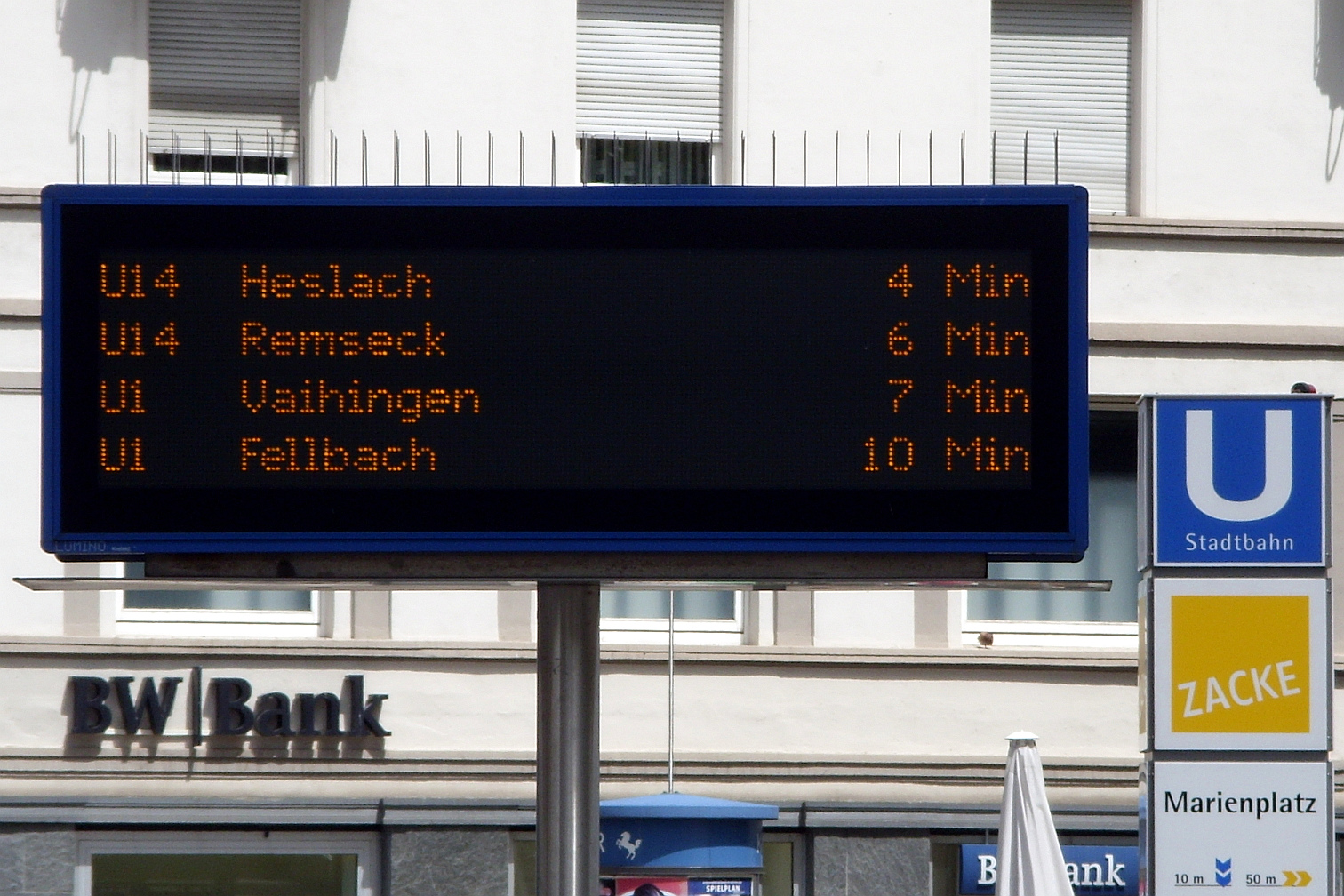
Dynamische reizigersinformatiepaneel (DFI)

### In bouw zijnde projecten

#### Verleggen halte Staatsgalerie (in verband met Stuttgart 21)
De halte Staatsgalerie moest hoger gelegd worden en in de richting van de Schlossgarten verschoven worden om ruimte te maken voor de oostelijke ingang van het tunnelstation Stuttgart 21. Deze maatregel wordt inclusief de kosten voor vervangend vervoer en storingen door het project Stuttgart 21 gefinancierd. In december 2014 zijn de eerste werkzaamheden voor het nieuwe tracé begonnen, sinds december 2017 is het trajectdeel Staatsgalerie - Hauptbahnhof buiten dienst. Een deel van de lijnen worden via Charlottenplatz omgeleid.

#### U5-Süd: Leinfelden Bahnhof - Leinfelden Markomannenstraße
In een gezamenlijk project met de verlenging van de U6-Süd wordt tot 2018 een verlenging van de U5 van Leinfelden Bahnhof via de stilgelegde tramlijn tot de voormalige halte Markomannenstraße gebouwd. Hierdoor wordt in Leinfelden ook het bedrijventerrein "Westlich der Max-Lang-Straße" ontsloten.

### Besloten projecten

#### U6-Süd: Fasanenhof Schelmenwasen - Flughafen/Messe Ost
De U6 zal rond de drie kilometer vanaf bedrijventerrein Fasanenhof Ost naar Messe Stuttgart en de luchthaven verlengd worden. De ingebruikname staat medio 2021 gepland. Het tracé overbrugt eerst de A8 en loopt vervolgens ten oosten van de B27 met haltes bij Echterdingen Stadionstraße en Messe West en aansluitend ten noorden langs de Flughafenstraße naar de eindhalte Flughafen/Messe Ost, dichtbij het bestaande S-Bahnstation en het geplande treinstation. De geplande kosten lag oorspronkelijk rond de €70 miljoen, werd in 2016 €94 miljoen en in 2017 naar €101,3 miljoen gecorrigeerd.
Op 14 november 2012 besloot de deelstaat Baden-Württemberg de aanleg van de U6 te steunen. De deelstaat neemt 20% en de Bond 60% van de kosten op zich. Uit een kosten-batenanalyse bleek dat de verlenging van de U6 beter scoorde als ontsluiting van de beurs (Messe) dan de U5 uit Leinfelden. Hierdoor werd voor de U6-verlenging gekozen, terwijl beide tracé economisch haalbaar zijn.
Over de financiering was er eind van de zomer 2013 een overeenstemming tussen de onderhandelaars van de gemeenten Stuttgart en Leinfelden-Echterdingen, de deelstaat Baden-Württemberg, de SSB en de Landkreis Esslingen. In september 2013 had de regionale vergadering ingestemd met de overeenkomst en daarmee met de bouw van de U5, U6 en S2. De voorbereidende werkzaamheden begonnen in oktober 2017.

### Mogelijke projecten
Na het gereedkomen van de U6-verlenging naar de luchthaven zijn geen concrete uitbreidingen gepland. Wel zijn diverse discussies aan de gang over aanbodsverbetering van bestaande infrastructuur evenals verdere uitbreidingen van het netwerk.

#### Capaciteitsvergroting U1
De perrons langs het trajectdeel Fellbach - Heslach Vogelrain zullen verlegd worden om dubbeltractie met 80 meter lange voertuigen mogelijk te maken. Daarmee zal de capaciteit op lijn U1 verhoogd worden. De vraag op het trajectdeel Heslach Vogelrain - Vaihingen is lager, zodat op dit deel met 40 meter lange voertuigen van lijn U14 gereden kan worden. Alleen de bovengrondse haltes hoeven omgebouwd worden, omdat de tunnelstations al bij de bouw geschikt zijn voor 120 meter lange voertuigen.
De perronverlengingen zou oorspronkelijk in 2016 gereed zijn, maar door een gebrek aan financiële middelen is de verlenging geschrapt. De benodigde capaciteit zal sindsdien door de versterkingslijn U16 (Fellbach - Bad Cannstatt - Feuerbach - Giebel) beschikbaar worden gesteld. In 2018 werd met de verlenging weer gestart, de verwachting is dat de werkzaamheden in 2023 gereed zijn.

#### U19-verlenging naar Mercedes-Benz-Werk
Er lopen discussies om lijn U19 vanaf de eindhalte Neckarpark/Stadion circa 800 meter tot de poort van de Mercedes-Benzfabriek te verlengen. Zo zal voor vele werknemers de reis met het openbaar vervoer aantrekkelijker worden gemaakt. Ook het Mercedes-Benzmuseum wordt zo beter ontsloten. Ook al is de burgemeester van Stuttgart, Fritz Kuhn, zeer positief over het project, maar is een realisatie voor 2021 volgens de SSB nauwelijks mogelijk, omdat de planning complex is en de planners van de SSB bovendien bij andere projecten al worden ingezet. Met het oog op de fijnstofproblematiek met een dreigend autoverbod kreeg dit project in 2016 een hoge prioriteit.

#### U5-Süd: Leinfelden Markomannenstraße - Echterdingen Hinterhof (- Flughafen/Messe / Filderstadt)
Voorgenomen is een herbouw van de lijn tussen de geplande nieuwe eindhalte Markomannenstraße via Echterdingen Gymnasium tot de eindhalte Echterdingen Hinterhof. Het traject werd in 1990 stilgelegd en opgebroken, maar het tracé is vrijgehouden. Een oud onderzoek onderstreepte de herbouw met een positieve kosten-batenanalyse. Op verzoek van de gemeenteraad van Leinfelden-Echterdingen wordt door de SSB bij deze verlenging verder gekeken naar een verdere ontwikkeling van het Stadtbahnnetwerk.
Aansluitend is een mogelijke ondergrondse verlenging tot aan de stadsrand, vanaf hier bovengronds verder tot het geplande bedrijventerrein Echterdingen-Ost en richting Flughafen/Messe en/of richting Filderstadt. Als het genoemde bedrijventerrein gebouwd is, wordt het volgens het besluit van het regionale bestuur door de U6 ontsloten waardoor een verlenging van de U5 via Echterdingen Hinterhof onwaarschijnlijker wordt.

#### Stadtbahnaansluiting Pattonville
Bovendien bracht de gemeenschappelijke woonwijk Pattonville van de steden Ludwigsburg, Kornwestheim en Remseck am Neckar in de discussie om de U14, tegenwoordig ook de U12, uit Neckartal in de toekomst Pattonville te ontlasten. Uit een studie, uitgevoerd voor een samenwerking van Sonnenberg en Pattonville, kwam het tot het resultaat dat een Stadtbahnverlenging tot alleen Pattonville een score van 0,5 tot 0,6 in een kosten-batenanalyse. Dit betekent dat de aanleg economisch zeer onverantwoord is en daarmee geen kans heeft tot realisering. Het alternatief is als het trajectdeel onderdeel gaat uitmaken van de Stadtbahn naar Ludwigsburg, waardoor de score op een positieve 1,5 uitkomt.

#### Stadtbahn Markgröningen - Möglingen - Ludwigsburg - Pattonville (Stadtbahn Ludwigsburg)
In planning bevindt zich een Stadtbahnlijn die van Markgröningen via de bestaande, niet meer in bedrijf zijnde spoorlijn van de Deutsche Bahn tot Ludwigsburg en vanaf hier door het stadsgebied van Ludwigsburg verder naar Pattonville loopt. De lijn is haalbaar, omdat uit de kosten-batenanalyse een score van 1,3 kwam. Met 19 haltes is dit een van de grootste uitbreidingen van het Stadtbahnnetwerk en de eerste die volledig buiten de stadsgrenzen van Stuttgart ligt. Via de Stadtbahnaansluiting Pattonville is de lijn direct met het bestaande Stadtbahnnetwerk verbonden.

#### Verdere ontsluiting Rosensteinviertel
Na het gereedkomen van Stuttgart 21 komt een groot emplacement vrij waarop het nieuwe woongebied Rosensteinviertel wordt ontwikkeld. Deze zal ontsloten worden via de Stadtbahn. Een Stadtbahntracé zal in de as van de Mittnachtstraße verlopen, het Rosensteinpark 'zacht' kruizen en aan de bestaande Stadtbahn in Stuttgart-Ost aansluiten. Bij het nieuwe station Stuttgart Mittnachtstraße zal een overstappunt voor ontlasting van het Hauptbahnhof zorgen.

#### Verbinding Nellingen - Esslingen
De U7 en U8 eindigen momenteel in Nellingen bij de halte Nellingen-Ostfildern. Tot eind jaren '70 was hier een Interurbantramlijn, die Nellingen via Zollberg met Esslingen verbond, onderdeel van de tram Esslingen - Nellingen - Denkendorf. Een reactivering van het traject van Nellingen naar Esslingen met verbinding van de Esslingense wijk Zollberg en het Festo-hoofdkantoor in Berkheim, en met aansluiting op de S-Bahnlijn S1 in Neckartal, wordt bediscussieerd.

#### Uitbreiding van de U2/U19 naar Fellbach-Schmiden
Een verlenging van de U2 respectievelijk U19 vanaf Neugereut verder naar de Fellbachse wijken Schmiden en Oefflingen wordt door de SSB gewenst. Een onderzoek naar de mogelijke tracering wordt uitgevoerd. Door de ingebruikname van de U19 en de daarmee gevolgde ontlasting van de sterke vraag op het trajectdeel Neugereut - Wilhelmsplatz maakte deze verlenging steeds meer zinvol. Een verlenging (stand: 2016) op korte termijn is momenteel niet voorzien.

## Kritiek
Het vaststellen door de Stuttgartse verkeerspolitiek naar Stadtbahn en het opheffen van de tram riep in Stuttgart ook viel kritiek op.

### Tracering
Een Stadtbahnsysteem stelt wezenlijk hogere traceringseisen dan een klassieke tram. De in Stuttgart ingezette ongelede voertuigen van het type DT 8 hebben een minimumradius in een boog van 50 meter. Dit bemoeilijkte of maakte het soms onmogelijk om een Stadtbahn aan te leggen, in het bijzonder in de binnenstad. Voor de bouw van Stadtbahnlijnen werden huizen afgebroken of dure tunnels gebouwd, die ook tijdens exploitatie hogere onderhoudskosten hebben.
Daarom moeten bijvoorbeeld de buslijnen 40 en 42 zeer hoge reizigersaantallen verwerken, omdat deze relaties om een spoorverbinding vragen. Met een Stadtbahn zijn de door deze lijnen bedienden gebieden niet te ontsluiten.
De stedelijke inrichting in Gablenberg en Stuttgart-Ost laat de exploitatie met DT 8-voertuigen op de vroegere tramlijn 8 niet toe.

### Hoge perrons
Daarnaast stonden tientallen bovengrondse hoge perrons, die met de invoering van de DT 8 bij het omzetten naar Stadtbahnexploitatie ingericht werden, ter discussie. Hoewel de verkeerskundige de deels grote perrons in hun omgeving zo goed mogelijk in te passen, kwam toch op de ontwerpen kritiek. Bovendien waren de hoge perrons in de begintijd van de Stadtbahn zeer wenselijk, echter niet overal als noodzakelijk gezien, ook om de tegenstand van de omwonenden niet te provoceren. Er werden daarnaast ook haltes met een iets lager perron gebouwd, zodat dit beter in de omgeving pasten maar niet volledig een toegankelijke instap boden.
Ook om de grote hoge perron te bereiken zijn trappen of lange hellingbanen nodig. Dit probleem werd bij diverse haltes opgelost door de sporen te verlagen, zodat de halte tegenover de omgeving minder hoog uitvalt en minder trede respectievelijk kortere hellingbanen nodig zijn om de halte te bereiken. Tegelijkertijd neemt deze halte minder ruimte in dan een normaal hoog perron.
Sinds december 2010 zijn er alleen nog haltes met een hoog perron in het netwerkwerk voorhanden. Aan alle DT 8-voertuigen werden de klaptreden verwijderd, wat per voertuig circa 2 ton aan gewicht bespaarde.

## Bouwvoorbereidingen

### Ongebruikt
- De halte Herderplatz is op een dieper gelegen, tegenwoordig ongebruikte tunnel gebouwd die overgaat in de tunnel naar Botnang en aan de een eventuele toekomstige tunnel onder de Bebelstraße aangesloten kan worden. Bij de Herderplatz werd voor de opening in 1994 al twee liftschachten gebouwd, de schacht in het perron richting de stad bevindt zich in ruwbouwtoestand. Deze zijde is via een lange hellingbaan tredevrij te bereiken. Of de tweede lift ooit gebouwd wordt is onzeker.
- De eindhalte Ostfildern-Nellingen is op een dieper gelegen betonnen bak gebouwd, waarbij de mogelijk bestaat om verder richting Esslingen te bouwen. Hierbij wordt de halte Nellingen onderdeel van de helling richting de tunnel.

### Niet meer nodig
- Tussen de haltes Charlottenplatz en Staatsgalerie is nog de afbuiging van de parallel naar het zuiden lopende, tegenwoordig ongebruikte tunnelbuis te zien. Deze kwam uit op de voormalige provisorische tunnelhelling in de Konrad-Adenauer-Straße (in 1972 met de opening van de tunneldeel Charlottenplatz - Stöckach overbodig geworden).
- Al in de jaren '80 werd onder de B10/B27 in Zuffenhausen een tunnelbak als bouwvoorbereiding voor een eventuele tunnel van de huidige lijn U15 via station Zuffenhausen meegebouwd. Deze tunnel is tot vandaag de dag ongebruikt. Het bevindt zich nu alleen nog onder de oppervlakte van de Bundesstraße, niet meer onder het emplacement van de Deutsche Bahn, omdat deze bij de bouw van de Bundesstraße flink verkleind werd, maar niet volledig omgebouwd. De U15 kreeg een andere route door Zuffenhausen waardoor deze tunnel ongebruikt bleef. In de toekomst wordt verwacht dat de tunnel wordt gesloopt wanneer de B10/B27 verdiept wordt aangelegd.
- Op het trajectdeel van Vaihingen naar Möhringen werd bij de bouw van de nieuwe brug over de Nord-Süd-Straße begin jaren '80 een normaalsporige wissel naar Möhringen gebouwd. Bij de toenmalig geplande verplaatsing van de spoorbouwplaats Wangen naar de huidige remise Möhringen (niet meer gepland) zou via deze wissel een goederenspoor vanaf station Vaihingen langs delen van de voormalige Filderbahn, die nu Stadtbahn gebruikt, en de Nord-Süd-Straße aangesloten worden op de nieuwe spoorbouwplaats.

### Historisch
- In kader van de S-Bahnbouw tot 1978 ontstond een tweede verdieping onder de Rotebühlplatz als voorbereiding voor de Stadtbahn een kort tunneltraject. Deze tunnel ging in 1983 na de bouw van de halte Rotebühlplatz en de helling in de Fritz-Elsas-Straße in bedrijf.
- Op het huidige braakliggende traject tussen Leinfelden en Echterdingen werd in de nabijheid van het gymnasium van Echterdingen al eind jaren '70, terwijl de toekomstige route van deze lijn nog niet was vastgelegd, dwarsliggers voor drierailig spoor (alleen aan de buitenzijde) gelegd. Gemeenschappelijk met de overige sporen werd ook dit uitgebreide trajectdeel in 1991 opgebroken, omdat de U5 in 1990 haar eindpunt in Leinfelden kreeg en een verlenging niet voorzien was.
- Bij de opening van de binnenstadtunnels van de dallijnen in 1976-1978 werd deze tussen Schlossplatz en Hauptbahnhof met normaalsporige dwarsliggers en trappen bij de haltes voor hoge perrons uitgerust. Toen ging men uit dat de derde spoor aan de buitenzijde van de dwarsligger, vervolgens kwam de derde rail aan de binnenzijde te liggen waardoor midden jaren '80 in de nacht diverse male de dwarsliggers werden omgedraaid. Hierdoor kwamen de kanten van de hoge perrons aan de zuidzijde van de halte Hauptbahnhof te ver van de sporen gelegen, zodat bij de in 2010 vervolgde doorverbinding van de hoge perrons, respectievelijk het opheffen van de lage perrons, dit gedeelte niet voor de Stadtbahn geschikt was. De SSB moest daardoor in de zomer van 2010 de sporen in dit gedeelte aanpassen.
- Onder de Kleiner Schlossplatz liep van 1968 tot 1978 een tunnel van tramlijn 8. In afwachting van een toekomstig gebruik door de Stadtbahn gold het als bouwvoorbereiding. In 2002 werd in kader van de nieuwbouw van het Kunstmuseum in de tentoonstellingsruimte in de kelder geïntegreerd.
- In samenhang met de bouw van de Stadtbücherei am Mailänder Platz ontstond op het terrein van de vroegere goederenstation van november 2008 tot begin 2010 twee 60 meter (staduitwaarts) en 40 meter (stadinwaarts) lange enkelsporige tunnelbuizen voor de U12 door Europaviertel. Deze tunnel werd in 2017 via wissels aan de nieuw gebouwde tunnelbuizen van de bestaande tunnel tussen Stadtbibliothek en Hauptbahnhof aangesloten en op 9 december 2017 in gebruik genomen.

## Trivia
- De Deutsche Post geeft sinds 2017 een postzegel Stadtbahn Stuttgart van €1,45 uit.[34]